# WTA Tour 2021
WTA Tour 2021 là hệ thống giải quần vợt nữ chuyên nghiệp hàng đầu được tổ chức bởi Hiệp hội Quần vợt Nữ (WTA) cho mùa giải quần vợt 2021. Lịch thi đấu của WTA Tour 2021 bao gồm các giải Grand Slam (được tổ chức bởi Liên đoàn Quần vợt Quốc tế (ITF)), WTA 1000, WTA 500, WTA 250, Billie Jean King Cup (được tổ chức bởi ITF), và giải đấu cuối năm (WTA Finals và WTA Elite Trophy). Lịch thi đấu năm 2021 cũng bao gồm Thế vận hội Mùa hè, chuyển lịch từ năm 2020.

## Lịch thi đấu
Dưới đây là lịch thi đấu của các giải đấu trong năm 2021.
Chú thích
| Grand Slam                 |
| Thế vận hội Mùa hè         |
| Giải đấu cuối năm          |
| WTA 1000 (Mandatory)       |
| WTA 1000 (không Mandatory) |
| WTA 500                    |
| WTA 250                    |
| Đội tuyển                  |

### Tháng 1
| Tuần      | Giải đấu | Nhà vô địch                              | Á quân                      | Bán kết                     | Tứ kết                                                         |
| --------- | --- | ---------------------------------------- | --------------------------- | --------------------------- | -------------------------------------------------------------- |
| 4 tháng 1 | Abu Dhabi Open Abu Dhabi, Các Tiểu vương quốc Ả Rập Thống nhất WTA 500 $565,530 – Cứng – 64S/32Q/28D Kết quả đơn – Kết quả đôi | Aryna Sabalenka 6–2, 6–2                 | Veronika Kudermetova        | Maria Sakkari Marta Kostyuk | Sofia Kenin Elena Rybakina Sara Sorribes Tormo Elina Svitolina |
| 4 tháng 1 | Abu Dhabi Open Abu Dhabi, Các Tiểu vương quốc Ả Rập Thống nhất WTA 500 $565,530 – Cứng – 64S/32Q/28D Kết quả đơn – Kết quả đôi | Shuko Aoyama Ena Shibahara 7–6(7–5), 6–4 | Hayley Carter Luisa Stefani | Maria Sakkari Marta Kostyuk | Sofia Kenin Elena Rybakina Sara Sorribes Tormo Elina Svitolina |

### Tháng 2
| Tuần                 | Giải đấu | Nhà vô địch                                                                         | Á quân                                                                              | Bán kết                             | Tứ kết                                                               |
| -------------------- | --- | ----------------------------------------------------------------------------------- | ----------------------------------------------------------------------------------- | ----------------------------------- | -------------------------------------------------------------------- |
| 1 tháng 2            | Yarra Valley Classic Melbourne, Úc WTA 500 $447,620 – Cứng – 54S/28D Kết quả đơn – Kết quả đôi                                         | Ashleigh Barty 7–6(7–3), 6–4                                                        | Garbiñe Muguruza                                                                    | Serena Williams Markéta Vondroušová | Shelby Rogers Danielle Collins Nadia Podoroska Sofia Kenin           |
| 1 tháng 2            | Yarra Valley Classic Melbourne, Úc WTA 500 $447,620 – Cứng – 54S/28D Kết quả đơn – Kết quả đôi                                         | Shuko Aoyama Ena Shibahara 6–3, 6–4                                                 | Anna Kalinskaya Viktória Kužmová                                                    | Serena Williams Markéta Vondroušová | Shelby Rogers Danielle Collins Nadia Podoroska Sofia Kenin           |
| 1 tháng 2            | Gippsland Trophy Melbourne, Úc WTA 500 $447,620 – Cứng – 54S/28D Kết quả đơn – Kết quả đôi                                             | Elise Mertens 6–4, 6–1                                                              | Kaia Kanepi                                                                         | Ekaterina Alexandrova Naomi Osaka   | Simona Halep Karolína Muchová Elina Svitolina Irina-Camelia Begu     |
| 1 tháng 2            | Gippsland Trophy Melbourne, Úc WTA 500 $447,620 – Cứng – 54S/28D Kết quả đơn – Kết quả đôi                                             | Barbora Krejčíková Kateřina Siniaková 6–3, 7–6(7–4)                                 | Chan Hao-ching Latisha Chan                                                         | Ekaterina Alexandrova Naomi Osaka   | Simona Halep Karolína Muchová Elina Svitolina Irina-Camelia Begu     |
| 1 tháng 2            | Grampians Trophy Melbourne, Úc WTA 500 $235,820 – Cứng – 28S Kết quả đơn                                                               | Anett Kontaveit vs Ann Li Trận chung kết không được tổ chức do lịch thi đấu bị hoãn | Anett Kontaveit vs Ann Li Trận chung kết không được tổ chức do lịch thi đấu bị hoãn | Maria Sakkari Jennifer Brady        | Angelique Kerber Victoria Azarenka Barbora Krejčíková Sorana Cîrstea |
| 8 tháng 2 15 tháng 2 | Giải quần vợt Úc Mở rộng Melbourne, Úc Grand Slam A$33,098,500 – Cứng 128S/128Q/64D/32X Kết quả đơn – Kết quả đôi – Kết quả đôi nam nữ | Naomi Osaka 6–4, 6–3                                                                | Jennifer Brady                                                                      | Karolína Muchová Serena Williams    | Ashleigh Barty Jessica Pegula Hsieh Su-wei Simona Halep              |
| 8 tháng 2 15 tháng 2 | Giải quần vợt Úc Mở rộng Melbourne, Úc Grand Slam A$33,098,500 – Cứng 128S/128Q/64D/32X Kết quả đơn – Kết quả đôi – Kết quả đôi nam nữ | Elise Mertens Aryna Sabalenka 6–2, 6–3                                              | Barbora Krejčíková Kateřina Siniaková                                               | Karolína Muchová Serena Williams    | Ashleigh Barty Jessica Pegula Hsieh Su-wei Simona Halep              |
| 8 tháng 2 15 tháng 2 | Giải quần vợt Úc Mở rộng Melbourne, Úc Grand Slam A$33,098,500 – Cứng 128S/128Q/64D/32X Kết quả đơn – Kết quả đôi – Kết quả đôi nam nữ | Barbora Krejčíková Rajeev Ram 6–1, 6–4                                              | Samantha Stosur Matthew Ebden                                                       | Karolína Muchová Serena Williams    | Ashleigh Barty Jessica Pegula Hsieh Su-wei Simona Halep              |
| 15 tháng 2           | Phillip Island Trophy Melbourne, Úc WTA 250 $235,238 – Cứng – 56S/16Q/28D Kết quả đơn – Kết quả đôi                                    | Daria Kasatkina 4–6, 6–2, 6–2                                                       | Marie Bouzková                                                                      | Danielle Collins Bianca Andreescu   | Rebecca Peterson Petra Martić Jil Teichmann Irina-Camelia Begu       |
| 15 tháng 2           | Phillip Island Trophy Melbourne, Úc WTA 250 $235,238 – Cứng – 56S/16Q/28D Kết quả đơn – Kết quả đôi                                    | Ankita Raina Kamilla Rakhimova 2–6, 6–4, [10–7]                                     | Anna Blinkova Anastasia Potapova                                                    | Danielle Collins Bianca Andreescu   | Rebecca Peterson Petra Martić Jil Teichmann Irina-Camelia Begu       |
| 22 tháng 2           | Adelaide International Adelaide, Úc WTA 500 $535,530 – Cứng – 28S/24Q/16D Kết quả đơn – Kết quả đôi                                    | Iga Świątek 6–2, 6–2                                                                | Belinda Bencic                                                                      | Jil Teichmann Coco Gauff            | Danielle Collins Anastasija Sevastova Shelby Rogers Storm Sanders    |
| 22 tháng 2           | Adelaide International Adelaide, Úc WTA 500 $535,530 – Cứng – 28S/24Q/16D Kết quả đơn – Kết quả đôi                                    | Alexa Guarachi Desirae Krawczyk 6–7(4–7), 6–4, [10–3]                               | Hayley Carter Luisa Stefani                                                         | Jil Teichmann Coco Gauff            | Danielle Collins Anastasija Sevastova Shelby Rogers Storm Sanders    |

### Tháng 3
| Tuần                  | Giải đấu | Nhà vô địch                                   | Á quân                               | Bán kết                               | Tứ kết                                                                           |
| --------------------- | --- | --------------------------------------------- | ------------------------------------ | ------------------------------------- | -------------------------------------------------------------------------------- |
| 1 tháng 3             | Qatar Open Doha, Qatar WTA 500 $565,530 – Cứng – 28S/32Q/16D Kết quả đơn – Kết quả đôi                                                                      | Petra Kvitová 6–2, 6–1                        | Garbiñe Muguruza                     | Victoria Azarenka Jessica Pegula      | Elina Svitolina Maria Sakkari Anett Kontaveit Karolína Plíšková                  |
| 1 tháng 3             | Qatar Open Doha, Qatar WTA 500 $565,530 – Cứng – 28S/32Q/16D Kết quả đơn – Kết quả đôi                                                                      | Nicole Melichar Demi Schuurs 6–2, 2–6, [10–8] | Monica Niculescu Jeļena Ostapenko    | Victoria Azarenka Jessica Pegula      | Elina Svitolina Maria Sakkari Anett Kontaveit Karolína Plíšková                  |
| 1 tháng 3             | Lyon Open Lyon, France WTA 250 $235,238 – Hard (i) – 32S/24Q/16D Kết quả đơn – Kết quả đôi                                                                  | Clara Tauson 6–4, 6–1                         | Viktorija Golubic                    | Paula Badosa Fiona Ferro              | Camila Giorgi Kristina Mladenovic Greet Minnen Clara Burel                       |
| 1 tháng 3             | Lyon Open Lyon, France WTA 250 $235,238 – Hard (i) – 32S/24Q/16D Kết quả đơn – Kết quả đôi                                                                  | Viktória Kužmová Arantxa Rus 3–6, 7–5, [10–7] | Eugenie Bouchard Olga Danilović      | Paula Badosa Fiona Ferro              | Camila Giorgi Kristina Mladenovic Greet Minnen Clara Burel                       |
| 8 tháng 3             | Dubai Tennis Championships Dubai, Các Tiểu vương quốc Ả Rập Thống nhất WTA 1000 (không Mandatory) $1,835,490 – Cứng – 56S/32Q/28D Kết quả đơn – Kết quả đôi | Garbiñe Muguruza 7–6(8–6), 6–3                | Barbora Krejčíková                   | Jil Teichmann Elise Mertens           | Anastasia Potapova Coco Gauff Aryna Sabalenka Jessica Pegula                     |
| 8 tháng 3             | Dubai Tennis Championships Dubai, Các Tiểu vương quốc Ả Rập Thống nhất WTA 1000 (không Mandatory) $1,835,490 – Cứng – 56S/32Q/28D Kết quả đơn – Kết quả đôi | Alexa Guarachi Darija Jurak 6–0, 6–3          | Xu Yifan Yang Zhaoxuan               | Jil Teichmann Elise Mertens           | Anastasia Potapova Coco Gauff Aryna Sabalenka Jessica Pegula                     |
| 8 tháng 3             | Abierto Zapopan Guadalajara, Mexico WTA 250 $235,238 – Cứng – 32S/24Q/16D Kết quả đơn – Kết quả đôi                                                         | Sara Sorribes Tormo 6–2, 7–5                  | Eugenie Bouchard                     | Elisabetta Cocciaretto Marie Bouzková | Lauren Davis Caty McNally Astra Sharma Anna Karolína Schmiedlová                 |
| 8 tháng 3             | Abierto Zapopan Guadalajara, Mexico WTA 250 $235,238 – Cứng – 32S/24Q/16D Kết quả đơn – Kết quả đôi                                                         | Ellen Perez Astra Sharma 6–4, 6–4             | Desirae Krawczyk Giuliana Olmos      | Elisabetta Cocciaretto Marie Bouzková | Lauren Davis Caty McNally Astra Sharma Anna Karolína Schmiedlová                 |
| 15 tháng 3            | St. Petersburg Trophy St. Petersburg, Nga WTA 500 $565,530 – Cứng (trong nhà) – 28S/24Q/16D Kết quả đơn – Kết quả đôi                                       | Daria Kasatkina 6–3, 2–1, bỏ cuộc             | Margarita Gasparyan                  | Vera Zvonareva Svetlana Kuznetsova    | Ekaterina Alexandrova Anastasia Gasanova Jaqueline Cristian Veronika Kudermetova |
| 15 tháng 3            | St. Petersburg Trophy St. Petersburg, Nga WTA 500 $565,530 – Cứng (trong nhà) – 28S/24Q/16D Kết quả đơn – Kết quả đôi                                       | Nadiia Kichenok Raluca Olaru 2–6, 6–3, [10–8] | Kaitlyn Christian Sabrina Santamaria | Vera Zvonareva Svetlana Kuznetsova    | Ekaterina Alexandrova Anastasia Gasanova Jaqueline Cristian Veronika Kudermetova |
| 15 tháng 3            | Monterrey Open Monterrey, Mexico WTA 250 $235,238 – Cứng – 32S/24Q/16D Kết quả đơn – Kết quả đôi                                                            | Leylah Annie Fernandez 6–1, 6–4               | Viktorija Golubic                    | Sara Sorribes Tormo Ann Li            | Viktória Kužmová Anna Karolína Schmiedlová Zheng Saisai Anna Kalinskaya          |
| 15 tháng 3            | Monterrey Open Monterrey, Mexico WTA 250 $235,238 – Cứng – 32S/24Q/16D Kết quả đơn – Kết quả đôi                                                            | Caroline Dolehide Asia Muhammad 6–2, 6–3      | Heather Watson Zheng Saisai          | Sara Sorribes Tormo Ann Li            | Viktória Kužmová Anna Karolína Schmiedlová Zheng Saisai Anna Kalinskaya          |
| 22 tháng 3 29 tháng 3 | Miami Open Miami Gardens, Hoa Kỳ WTA 1000 (Mandatory) $3,260,190 – Cứng – 96S/48Q/32D Kết quả đơn – Kết quả đôi                                             | Ashleigh Barty 6–3, 4–0, bỏ cuộc              | Bianca Andreescu                     | Elina Svitolina Maria Sakkari         | Aryna Sabalenka Anastasija Sevastova Sara Sorribes Tormo Naomi Osaka             |
| 22 tháng 3 29 tháng 3 | Miami Open Miami Gardens, Hoa Kỳ WTA 1000 (Mandatory) $3,260,190 – Cứng – 96S/48Q/32D Kết quả đơn – Kết quả đôi                                             | Shuko Aoyama Ena Shibahara 6–2, 7–5           | Hayley Carter Luisa Stefani          | Elina Svitolina Maria Sakkari         | Aryna Sabalenka Anastasija Sevastova Sara Sorribes Tormo Naomi Osaka             |

### Tháng 4
| Tuần                 | Giải đấu | Nhà vô địch                                        | Á quân                                 | Bán kết                                   | Tứ kết                                                                |
| -------------------- | --- | -------------------------------------------------- | -------------------------------------- | ----------------------------------------- | --------------------------------------------------------------------- |
| 5 tháng 4            | Charleston Open Charleston, Hoa Kỳ WTA 500 $565,530 – Đất nện (Xanh lá cây) – 56S/32Q/16D Kết quả đơn – Kết quả đôi    | Veronika Kudermetova 6–4, 6–2                      | Danka Kovinić                          | Paula Badosa Ons Jabeur                   | Ashleigh Barty Sloane Stephens Yulia Putintseva Coco Gauff            |
| 5 tháng 4            | Charleston Open Charleston, Hoa Kỳ WTA 500 $565,530 – Đất nện (Xanh lá cây) – 56S/32Q/16D Kết quả đơn – Kết quả đôi    | Nicole Melichar Demi Schuurs 6–2, 6–4              | Marie Bouzková Lucie Hradecká          | Paula Badosa Ons Jabeur                   | Ashleigh Barty Sloane Stephens Yulia Putintseva Coco Gauff            |
| 5 tháng 4            | Copa Colsanitas Bogotá, Colombia WTA 250 $235,238 – Đất nện (Đỏ) – 32S/24Q/16D Kết quả đơn – Kết quả đôi               | María Camila Osorio Serrano 5–7, 6–3, 6–4          | Tamara Zidanšek                        | Harmony Tan Viktoriya Tomova              | Stefanie Vögele Lara Arruabarrena Nuria Párrizas Díaz Sara Errani     |
| 5 tháng 4            | Copa Colsanitas Bogotá, Colombia WTA 250 $235,238 – Đất nện (Đỏ) – 32S/24Q/16D Kết quả đơn – Kết quả đôi               | Elixane Lechemia Ingrid Neel 6–3, 6–4              | Mihaela Buzărnescu Anna-Lena Friedsam  | Harmony Tan Viktoriya Tomova              | Stefanie Vögele Lara Arruabarrena Nuria Párrizas Díaz Sara Errani     |
| 12 tháng 4           | MUSC Health Open Charleston, Hoa Kỳ WTA 250 $235,238 – Đất nện (Xanh lá cây) – 32S/16Q/16D Kết quả đơn – Kết quả đôi   | Astra Sharma 2–6, 7–5, 6–1                         | Ons Jabeur                             | Danka Kovinić María Camila Osorio Serrano | Nao Hibino Shelby Rogers Linda Fruhvirtová Clara Tauson               |
| 12 tháng 4           | MUSC Health Open Charleston, Hoa Kỳ WTA 250 $235,238 – Đất nện (Xanh lá cây) – 32S/16Q/16D Kết quả đơn – Kết quả đôi   | Hailey Baptiste Caty McNally 6–7(4–7), 6–4, [10–6] | Ellen Perez Storm Sanders              | Danka Kovinić María Camila Osorio Serrano | Nao Hibino Shelby Rogers Linda Fruhvirtová Clara Tauson               |
| 19 tháng 4           | Stuttgart Open Stuttgart, Đức WTA 500 $565,530 – Đất nện (Đỏ) (trong nhà) – 28S/24Q/16D Kết quả đơn – Kết quả đôi      | Ashleigh Barty 3–6, 6–0, 6–3                       | Aryna Sabalenka                        | Elina Svitolina Simona Halep              | Karolína Plíšková Petra Kvitová Anett Kontaveit Ekaterina Alexandrova |
| 19 tháng 4           | Stuttgart Open Stuttgart, Đức WTA 500 $565,530 – Đất nện (Đỏ) (trong nhà) – 28S/24Q/16D Kết quả đơn – Kết quả đôi      | Ashleigh Barty Jennifer Brady 6–4, 5–7, [10–5]     | Desirae Krawczyk Bethanie Mattek-Sands | Elina Svitolina Simona Halep              | Karolína Plíšková Petra Kvitová Anett Kontaveit Ekaterina Alexandrova |
| 19 tháng 4           | İstanbul Cup Istanbul, Thổ Nhĩ Kỳ WTA 250 $235,238 – Đất nện (Đỏ) – 32S/24Q/16D Kết quả đơn – Kết quả đôi              | Sorana Cîrstea 6–1, 7–6(7–3)                       | Elise Mertens                          | Veronika Kudermetova Marta Kostyuk        | Kateřina Siniaková Ana Bogdan Ana Konjuh Fiona Ferro                  |
| 19 tháng 4           | İstanbul Cup Istanbul, Thổ Nhĩ Kỳ WTA 250 $235,238 – Đất nện (Đỏ) – 32S/24Q/16D Kết quả đơn – Kết quả đôi              | Veronika Kudermetova Elise Mertens 6–1, 6–1        | Nao Hibino Makoto Ninomiya             | Veronika Kudermetova Marta Kostyuk        | Kateřina Siniaková Ana Bogdan Ana Konjuh Fiona Ferro                  |
| 26 tháng 4 3 tháng 5 | Madrid Open Madrid, Tây Ban Nha WTA 1000 (Mandatory) €2,549,105 – Đất nện (Đỏ) – 64S/48Q/30D Kết quả đơn – Kết quả đôi | Aryna Sabalenka 6–0, 3–6, 6–4                      | Ashleigh Barty                         | Paula Badosa Anastasia Pavlyuchenkova     | Petra Kvitová Belinda Bencic Elise Mertens Karolína Muchová           |
| 26 tháng 4 3 tháng 5 | Madrid Open Madrid, Tây Ban Nha WTA 1000 (Mandatory) €2,549,105 – Đất nện (Đỏ) – 64S/48Q/30D Kết quả đơn – Kết quả đôi | Barbora Krejčíková Kateřina Siniaková 6–4, 6–3     | Gabriela Dabrowski Demi Schuurs        | Paula Badosa Anastasia Pavlyuchenkova     | Petra Kvitová Belinda Bencic Elise Mertens Karolína Muchová           |

### Tháng 5
| Tuần                 | Giải đấu | Nhà vô địch                                     | Á quân                                  | Bán kết                                      | Tứ kết                                                                |
| -------------------- | --- | ----------------------------------------------- | --------------------------------------- | -------------------------------------------- | --------------------------------------------------------------------- |
| 10 tháng 5           | Italian Open Rome, Ý WTA 1000 (không Mandatory) €1,577,613 – Clay (Red) – 56S/32Q/28D Kết quả đơn – Kết quả đôi                 | Iga Świątek 6–0, 6–0                            | Karolína Plíšková                       | Coco Gauff Petra Martić                      | Ashleigh Barty Elina Svitolina Jeļena Ostapenko Jessica Pegula        |
| 10 tháng 5           | Italian Open Rome, Ý WTA 1000 (không Mandatory) €1,577,613 – Clay (Red) – 56S/32Q/28D Kết quả đơn – Kết quả đôi                 | Sharon Fichman Giuliana Olmos 4–6, 7–5, [10–5]  | Kristina Mladenovic Markéta Vondroušová | Coco Gauff Petra Martić                      | Ashleigh Barty Elina Svitolina Jeļena Ostapenko Jessica Pegula        |
| 17 tháng 5           | Serbia Ladies Open Belgrade, Serbia WTA 250 $235,238 – Đất nện (Đỏ) – 32S/24Q/16D Kết quả đơn – Kết quả đôi                     | Paula Badosa 6–2, 2–0, bỏ cuộc                  | Ana Konjuh                              | Viktoriya Tomova María Camila Osorio Serrano | Réka Luca Jani Rebecca Peterson Aliaksandra Sasnovich Nadia Podoroska |
| 17 tháng 5           | Serbia Ladies Open Belgrade, Serbia WTA 250 $235,238 – Đất nện (Đỏ) – 32S/24Q/16D Kết quả đơn – Kết quả đôi                     | Aleksandra Krunić Nina Stojanović 6–0, 6–2      | Greet Minnen Alison Van Uytvanck        | Viktoriya Tomova María Camila Osorio Serrano | Réka Luca Jani Rebecca Peterson Aliaksandra Sasnovich Nadia Podoroska |
| 17 tháng 5           | Emilia-Romagna Open Parma, Ý WTA 250 $235,238 – Đất nện (Đỏ) – 32S/24Q/16D Kết quả đơn – Kết quả đôi                            | Coco Gauff 6–1, 6–3                             | Wang Qiang                              | Kateřina Siniaková Sloane Stephens           | Caroline Garcia Amanda Anisimova Sara Errani Petra Martić             |
| 17 tháng 5           | Emilia-Romagna Open Parma, Ý WTA 250 $235,238 – Đất nện (Đỏ) – 32S/24Q/16D Kết quả đơn – Kết quả đôi                            | Coco Gauff Caty McNally 6–3, 6–2                | Darija Jurak Andreja Klepač             | Kateřina Siniaková Sloane Stephens           | Caroline Garcia Amanda Anisimova Sara Errani Petra Martić             |
| 24 tháng 5           | Internationaux de Strasbourg Strasbourg, Pháp WTA 250 $235,238 – Đất nện (Đỏ) – 32S/22Q/16D Kết quả đơn – Kết quả đôi           | Barbora Krejčíková 6–3, 6–3                     | Sorana Cîrstea                          | Magda Linette Jule Niemeier                  | Bianca Andreescu Yulia Putintseva Ekaterina Alexandrova Arantxa Rus   |
| 24 tháng 5           | Internationaux de Strasbourg Strasbourg, Pháp WTA 250 $235,238 – Đất nện (Đỏ) – 32S/22Q/16D Kết quả đơn – Kết quả đôi           | Alexa Guarachi Desirae Krawczyk 6–2, 6–3        | Makoto Ninomiya Yang Zhaoxuan           | Magda Linette Jule Niemeier                  | Bianca Andreescu Yulia Putintseva Ekaterina Alexandrova Arantxa Rus   |
| 31 tháng 5 7 tháng 6 | Giải quần vợt Pháp Mở rộng Paris, Pháp Grand Slam Đất nện (Đỏ) 128S/128Q/64D/16X Kết quả đơn – Kết quả đôi – Kết quả đôi nam nữ | Barbora Krejčíková 6–1, 2–6, 6–4                | Anastasia Pavlyuchenkova                | Maria Sakkari Tamara Zidanšek                | Coco Gauff Iga Świątek Elena Rybakina Paula Badosa                    |
| 31 tháng 5 7 tháng 6 | Giải quần vợt Pháp Mở rộng Paris, Pháp Grand Slam Đất nện (Đỏ) 128S/128Q/64D/16X Kết quả đơn – Kết quả đôi – Kết quả đôi nam nữ | Barbora Krejčíková Kateřina Siniaková 6–4, 6–2  | Bethanie Mattek-Sands Iga Świątek       | Maria Sakkari Tamara Zidanšek                | Coco Gauff Iga Świątek Elena Rybakina Paula Badosa                    |
| 31 tháng 5 7 tháng 6 | Giải quần vợt Pháp Mở rộng Paris, Pháp Grand Slam Đất nện (Đỏ) 128S/128Q/64D/16X Kết quả đơn – Kết quả đôi – Kết quả đôi nam nữ | Desirae Krawczyk Joe Salisbury 2–6, 6–4, [10–5] | Elena Vesnina Aslan Karatsev            | Maria Sakkari Tamara Zidanšek                | Coco Gauff Iga Świątek Elena Rybakina Paula Badosa                    |

### Tháng 6
| Tuần                 | Giải đấu | Nhà vô địch                                             | Á quân                             | Bán kết                           | Tứ kết                                                                  |
| -------------------- | --- | ------------------------------------------------------- | ---------------------------------- | --------------------------------- | ----------------------------------------------------------------------- |
| 7 tháng 6            | Nottingham Open Nottingham, Anh Quốc WTA 250 $235,238 – Cỏ – 48S/16Q/16D Két quả đơn – Kết quả đôi                          | Johanna Konta 6–2, 6–1                                  | Zhang Shuai                        | Nina Stojanović Lauren Davis      | Alison Van Uytvanck Tereza Martincová Kristina Mladenovic Katie Boulter |
| 7 tháng 6            | Nottingham Open Nottingham, Anh Quốc WTA 250 $235,238 – Cỏ – 48S/16Q/16D Két quả đơn – Kết quả đôi                          | Lyudmyla Kichenok Makoto Ninomiya 6–4, 6–7(3–7), [10–8] | Caroline Dolehide Storm Sanders    | Nina Stojanović Lauren Davis      | Alison Van Uytvanck Tereza Martincová Kristina Mladenovic Katie Boulter |
| 14 tháng 6           | German Open Berlin, Đức WTA 500 $565,530 – Cỏ – 28S/24Q/16D Kết quả đơn – Kết quả đôi                                       | Liudmila Samsonova 1–6, 6–1, 6–3                        | Belinda Bencic                     | Victoria Azarenka Alizé Cornet    | Madison Keys Jessica Pegula Garbiñe Muguruza Ekaterina Alexandrova      |
| 14 tháng 6           | German Open Berlin, Đức WTA 500 $565,530 – Cỏ – 28S/24Q/16D Kết quả đơn – Kết quả đôi                                       | Victoria Azarenka Aryna Sabalenka 4–6, 7–5, [10–4]      | Nicole Melichar Demi Schuurs       | Victoria Azarenka Alizé Cornet    | Madison Keys Jessica Pegula Garbiñe Muguruza Ekaterina Alexandrova      |
| 14 tháng 6           | Birmingham Classic Birmingham, Anh Quốc WTA 250 $235,238 – Cỏ – 32S/24Q/16D Kết quả đơn – Kết quả đôi                       | Ons Jabeur 7–5, 6–4                                     | Daria Kasatkina                    | CoCo Vandeweghe Heather Watson    | Marie Bouzková Tereza Martincová Donna Vekić Anastasia Potapova         |
| 14 tháng 6           | Birmingham Classic Birmingham, Anh Quốc WTA 250 $235,238 – Cỏ – 32S/24Q/16D Kết quả đơn – Kết quả đôi                       | Marie Bouzková Lucie Hradecká 6–4, 2–6, [10–8]          | Ons Jabeur Ellen Perez             | CoCo Vandeweghe Heather Watson    | Marie Bouzková Tereza Martincová Donna Vekić Anastasia Potapova         |
| 21 tháng 6           | Eastbourne International Eastbourne, Anh Quốc WTA 500 $565,530 – Cỏ – 32S/24Q/16D Kết quả đơn – Kết quả đôi                 | Jeļena Ostapenko 6–3, 6–3                               | Anett Kontaveit                    | Camila Giorgi Elena Rybakina      | Aryna Sabalenka Viktorija Golubic Daria Kasatkina Anastasija Sevastova  |
| 21 tháng 6           | Eastbourne International Eastbourne, Anh Quốc WTA 500 $565,530 – Cỏ – 32S/24Q/16D Kết quả đơn – Kết quả đôi                 | Shuko Aoyama Ena Shibahara 6–1, 6–4                     | Nicole Melichar Demi Schuurs       | Camila Giorgi Elena Rybakina      | Aryna Sabalenka Viktorija Golubic Daria Kasatkina Anastasija Sevastova  |
| 21 tháng 6           | Bad Homburg Open Bad Homburg, Đức WTA 250 $235,238 – Cỏ – 32S/8Q/16D Kết quả đơn – Kết quả đôi                              | Angelique Kerber 6–3, 6–2                               | Kateřina Siniaková                 | Petra Kvitová Sara Sorribes Tormo | Nadia Podoroska Amanda Anisimova Laura Siegemund Victoria Azarenka      |
| 21 tháng 6           | Bad Homburg Open Bad Homburg, Đức WTA 250 $235,238 – Cỏ – 32S/8Q/16D Kết quả đơn – Kết quả đôi                              | Darija Jurak Andreja Klepač 6–3, 6–1                    | Nadiia Kichenok Raluca Olaru       | Petra Kvitová Sara Sorribes Tormo | Nadia Podoroska Amanda Anisimova Laura Siegemund Victoria Azarenka      |
| 28 tháng 6 5 tháng 7 | Giải quần vợt Wimbledon Luân Đôn, Anh Quốc Grand Slam Cỏ – 128S/128Q/64D/48X Kết quả đơn – Kết quả đôi – Kết quả đôi nam nữ | Ashleigh Barty 6–3, 6–7(4–7), 6–3                       | Karolína Plíšková                  | Angelique Kerber Aryna Sabalenka  | Ajla Tomljanović Karolína Muchová Viktorija Golubic Ons Jabeur          |
| 28 tháng 6 5 tháng 7 | Giải quần vợt Wimbledon Luân Đôn, Anh Quốc Grand Slam Cỏ – 128S/128Q/64D/48X Kết quả đơn – Kết quả đôi – Kết quả đôi nam nữ | Hsieh Su-wei Elise Mertens 3–6, 7–5, 9–7                | Veronika Kudermetova Elena Vesnina | Angelique Kerber Aryna Sabalenka  | Ajla Tomljanović Karolína Muchová Viktorija Golubic Ons Jabeur          |
| 28 tháng 6 5 tháng 7 | Giải quần vợt Wimbledon Luân Đôn, Anh Quốc Grand Slam Cỏ – 128S/128Q/64D/48X Kết quả đơn – Kết quả đôi – Kết quả đôi nam nữ | Desirae Krawczyk Neal Skupski 6–2, 7–6(7–1)             | Harriet Dart Joe Salisbury         | Angelique Kerber Aryna Sabalenka  | Ajla Tomljanović Karolína Muchová Viktorija Golubic Ons Jabeur          |

### Tháng 7
| Tuần       | Giải đấu | Nhà vô địch                                                                             | Á quân                                               | Bán kết                                                          | Tứ kết                                                            |
| ---------- | --- | --------------------------------------------------------------------------------------- | ---------------------------------------------------- | ---------------------------------------------------------------- | ----------------------------------------------------------------- |
| 5 tháng 7  | Hamburg European Open Hamburg, Đức WTA 250 $235,238 – Đất nện (Đỏ) – 28S/16Q/15D Kết quả đơn – Kết quả đôi       | Elena-Gabriela Ruse 7–6(8–6), 6–4                                                       | Andrea Petkovic                                      | Dayana Yastremska Jule Niemeier                                  | Sara Errani Danielle Collins Tamara Zidanšek Ysaline Bonaventure  |
| 5 tháng 7  | Hamburg European Open Hamburg, Đức WTA 250 $235,238 – Đất nện (Đỏ) – 28S/16Q/15D Kết quả đơn – Kết quả đôi       | Jasmine Paolini Jil Teichmann 6–0, 6–4                                                  | Astra Sharma Rosalie van der Hoek                    | Dayana Yastremska Jule Niemeier                                  | Sara Errani Danielle Collins Tamara Zidanšek Ysaline Bonaventure  |
| 12 tháng 7 | Hungarian Grand Prix Budapest, Hungary WTA 250 $235,238 – Đất nện (Đỏ) – 32S/24Q/16D Kết quả đơn – Kết quả đôi   | Yulia Putintseva 6–4, 6–0                                                               | Anhelina Kalinina                                    | Dalma Gálfi Danielle Collins                                     | Kateryna Kozlova Olga Danilović Panna Udvardy Paula Ormaechea     |
| 12 tháng 7 | Hungarian Grand Prix Budapest, Hungary WTA 250 $235,238 – Đất nện (Đỏ) – 32S/24Q/16D Kết quả đơn – Kết quả đôi   | Mihaela Buzărnescu Fanny Stollár 6–4, 6–4                                               | Aliona Bolsova Tamara Korpatsch                      | Dalma Gálfi Danielle Collins                                     | Kateryna Kozlova Olga Danilović Panna Udvardy Paula Ormaechea     |
| 12 tháng 7 | Ladies Open Lausanne Lausanne, Thụy Sĩ WTA 250 $235,238 – Đất nện (Đỏ) – 32S/8Q/16D Kết quả đơn – Kết quả đôi    | Tamara Zidanšek 4–6, 7–6(7–5), 6–1                                                      | Clara Burel                                          | Maryna Zanevska Caroline Garcia                                  | Lucia Bronzetti Natalia Vikhlyantseva Zarina Diyas Fiona Ferro    |
| 12 tháng 7 | Ladies Open Lausanne Lausanne, Thụy Sĩ WTA 250 $235,238 – Đất nện (Đỏ) – 32S/8Q/16D Kết quả đơn – Kết quả đôi    | Susan Bandecchi Simona Waltert 6–3, 6–7(3–7), [10–5]                                    | Ulrikke Eikeri Valentini Grammatikopoulou            | Maryna Zanevska Caroline Garcia                                  | Lucia Bronzetti Natalia Vikhlyantseva Zarina Diyas Fiona Ferro    |
| 12 tháng 7 | Prague Open Prague, Cộng hòa Séc WTA 250 $235,238 – Cứng – 32S/24Q/16D Kết quả đơn – Kết quả đôi                 | Barbora Krejčíková 6–2, 6–0                                                             | Tereza Martincová                                    | Greet Minnen Wang Xinyu                                          | Viktória Kužmová Storm Sanders Grace Min Kateřina Siniaková       |
| 12 tháng 7 | Prague Open Prague, Cộng hòa Séc WTA 250 $235,238 – Cứng – 32S/24Q/16D Kết quả đơn – Kết quả đôi                 | Marie Bouzková Lucie Hradecká 7–6(7–3), 6–4                                             | Viktória Kužmová Nina Stojanović                     | Greet Minnen Wang Xinyu                                          | Viktória Kužmová Storm Sanders Grace Min Kateřina Siniaková       |
| 19 tháng 7 | Palermo Open Palermo, Ý WTA 250 $235,238 – Đất nện (Đỏ) – 32S/16Q/16D Kết quả đơn – Kết quả đôi                  | Danielle Collins 6–4, 6–2                                                               | Elena-Gabriela Ruse                                  | Zhang Shuai Océane Dodin                                         | Astra Sharma Olga Danilović Lucia Bronzetti Jaqueline Cristian    |
| 19 tháng 7 | Palermo Open Palermo, Ý WTA 250 $235,238 – Đất nện (Đỏ) – 32S/16Q/16D Kết quả đơn – Kết quả đôi                  | Erin Routliffe Kimberley Zimmermann 7–6(7–5), 4–6, [10–4]                               | Natela Dzalamidze Kamilla Rakhimova                  | Zhang Shuai Océane Dodin                                         | Astra Sharma Olga Danilović Lucia Bronzetti Jaqueline Cristian    |
| 19 tháng 7 | Poland Open Gdynia, Ba Lan WTA 250 $235,238 – Đất nện (Đỏ) – 32S/16Q/16D Kết quả đơn – Kết quả đôi               | Maryna Zanevska 6–4, 7–6(7–4)                                                           | Kristína Kučová                                      | Kateryna Kozlova Tamara Korpatsch                                | Nuria Párrizas Díaz Katarzyna Kawa Ekaterine Gorgodze Anna Bondár |
| 19 tháng 7 | Poland Open Gdynia, Ba Lan WTA 250 $235,238 – Đất nện (Đỏ) – 32S/16Q/16D Kết quả đơn – Kết quả đôi               | Anna Danilina Lidziya Marozava 6–3, 6–2                                                 | Kateryna Bondarenko Katarzyna Piter                  | Kateryna Kozlova Tamara Korpatsch                                | Nuria Párrizas Díaz Katarzyna Kawa Ekaterine Gorgodze Anna Bondár |
| 26 tháng 7 | Thế vận hội Mùa hè Tokyo, Nhật Bản Thế vận hội Cứng – 64S/32D/16X Kết quả đơn – Kết quả đôi – Kết quả đôi nam nữ | Vàng                                                                                    | Bạc                                                  | Đồng                                                             | Hạng 4                                                            |
| 26 tháng 7 | Thế vận hội Mùa hè Tokyo, Nhật Bản Thế vận hội Cứng – 64S/32D/16X Kết quả đơn – Kết quả đôi – Kết quả đôi nam nữ | Belinda Bencic (SUI) · 7–5, 2–6, 6–3                                                    | Markéta Vondroušová (CZE)                            | Elina Svitolina (UKR) · 1–6, 7–6(7–5), 6–4                       | Elena Rybakina (KAZ)                                              |
| 26 tháng 7 | Thế vận hội Mùa hè Tokyo, Nhật Bản Thế vận hội Cứng – 64S/32D/16X Kết quả đơn – Kết quả đôi – Kết quả đôi nam nữ | Barbora Krejčíková (CZE) · Kateřina Siniaková (CZE) · 7–5, 6–1                          | Belinda Bencic (SUI) · Viktorija Golubic (SUI)       | Laura Pigossi (BRA) · Luisa Stefani (BRA) · 4–6, 6–4, [11–9]     | Veronika Kudermetova (ROC_2020) · Elena Vesnina (ROC_2020)        |
| 26 tháng 7 | Thế vận hội Mùa hè Tokyo, Nhật Bản Thế vận hội Cứng – 64S/32D/16X Kết quả đơn – Kết quả đôi – Kết quả đôi nam nữ | Anastasia Pavlyuchenkova (ROC_2020) · Andrey Rublev (ROC_2020) · 6–3, 6–7(5–7), [13–11] | Elena Vesnina (ROC_2020) · Aslan Karatsev (ROC_2020) | Ashleigh Barty (AUS) · John Peers (AUS) · Bỏ cuộc trước trận đấu | Nina Stojanović (SRB) · Novak Djokovic (SRB)                      |

### Tháng 8
| Tuần                 | Giải đấu | Nhà vô địch                                        | Á quân                            | Bán kết                              | Tứ kết                                                                   |
| -------------------- | --- | -------------------------------------------------- | --------------------------------- | ------------------------------------ | ------------------------------------------------------------------------ |
| 2 tháng 8            | Silicon Valley Classic San Jose, Hoa Kỳ WTA 500 Cứng Kết quả đơn – Kết quả đôi                                               | Danielle Collins 6–3, 6–7(10–12), 6–1              | Daria Kasatkina                   | Elise Mertens Ana Konjuh             | Yulia Putintseva Magda Linette Zhang Shuai Elena Rybakina                |
| 2 tháng 8            | Silicon Valley Classic San Jose, Hoa Kỳ WTA 500 Cứng Kết quả đơn – Kết quả đôi                                               | Darija Jurak Andreja Klepač 6–1, 7–5               | Gabriela Dabrowski Luisa Stefani  | Elise Mertens Ana Konjuh             | Yulia Putintseva Magda Linette Zhang Shuai Elena Rybakina                |
| 2 tháng 8            | Winners Open Cluj-Napoca, Romania WTA 250 Đất nện (Đỏ) Kết quả đơn – Kết quả đôi                                             | Andrea Petkovic 6–1, 6–1                           | Mayar Sherif                      | Mihaela Buzărnescu Aleksandra Krunić | Kristína Kučová Kristýna Plíšková Anna Karolína Schmiedlová Seone Mendez |
| 2 tháng 8            | Winners Open Cluj-Napoca, Romania WTA 250 Đất nện (Đỏ) Kết quả đơn – Kết quả đôi                                             | Natela Dzalamidze Kaja Juvan 6–3, 6–4              | Katarzyna Piter Mayar Sherif      | Mihaela Buzărnescu Aleksandra Krunić | Kristína Kučová Kristýna Plíšková Anna Karolína Schmiedlová Seone Mendez |
| 9 tháng 8            | Canadian Open Montreal, Canada WTA 1000 (không mandatory) $1,835,490 – Cứng – 56S/32Q/28D Kết quả đơn – Kết quả đôi          | Camila Giorgi 6–3, 7–5                             | Karolína Plíšková                 | Aryna Sabalenka Jessica Pegula       | Victoria Azarenka Sara Sorribes Tormo Coco Gauff Ons Jabeur              |
| 9 tháng 8            | Canadian Open Montreal, Canada WTA 1000 (không mandatory) $1,835,490 – Cứng – 56S/32Q/28D Kết quả đơn – Kết quả đôi          | Gabriela Dabrowski Luisa Stefani 6–3, 6–4          | Darija Jurak Andreja Klepač       | Aryna Sabalenka Jessica Pegula       | Victoria Azarenka Sara Sorribes Tormo Coco Gauff Ons Jabeur              |
| 16 tháng 8           | Cincinnati Open Mason, Hoa Kỳ WTA 1000 (không mandatory) $2,114,989 – Cứng – 56S/32Q/28D Kết quả đơn – Kết quả đôi           | Ashleigh Barty 6–3, 6–1                            | Jil Teichmann                     | Angelique Kerber Karolína Plíšková   | Barbora Krejčíková Petra Kvitová Paula Badosa Belinda Bencic             |
| 16 tháng 8           | Cincinnati Open Mason, Hoa Kỳ WTA 1000 (không mandatory) $2,114,989 – Cứng – 56S/32Q/28D Kết quả đơn – Kết quả đôi           | Samantha Stosur Zhang Shuai 7–5, 6–3               | Gabriela Dabrowski Luisa Stefani  | Angelique Kerber Karolína Plíšková   | Barbora Krejčíková Petra Kvitová Paula Badosa Belinda Bencic             |
| 23 tháng 8           | Tennis in the Land Cleveland, Hoa Kỳ WTA 250 $235,238 – Cứng – 32S/16Q/16D Kết quả đơn – Kết quả đôi                         | Anett Kontaveit 7–6(7–5), 6–4                      | Irina-Camelia Begu                | Magda Linette Sara Sorribes Tormo    | Daria Kasatkina Aliaksandra Sasnovich Zhang Shuai Kateřina Siniaková     |
| 23 tháng 8           | Tennis in the Land Cleveland, Hoa Kỳ WTA 250 $235,238 – Cứng – 32S/16Q/16D Kết quả đơn – Kết quả đôi                         | Shuko Aoyama Ena Shibahara 7–5, 6–3                | Christina McHale Sania Mirza      | Magda Linette Sara Sorribes Tormo    | Daria Kasatkina Aliaksandra Sasnovich Zhang Shuai Kateřina Siniaková     |
| 23 tháng 8           | Chicago Women's Open Chicago, Hoa Kỳ WTA 250 $235,238 – Cứng – 32S/16Q/16D Kết quả đơn – Kết quả đôi                         | Elina Svitolina 7–5, 6–4                           | Alizé Cornet                      | Rebecca Peterson Varvara Gracheva    | Kristina Mladenovic Tereza Martincová Marta Kostyuk Markéta Vondroušová  |
| 23 tháng 8           | Chicago Women's Open Chicago, Hoa Kỳ WTA 250 $235,238 – Cứng – 32S/16Q/16D Kết quả đơn – Kết quả đôi                         | Nadiia Kichenok Raluca Olaru 7–6(8–6), 5–7, [10–8] | Lyudmyla Kichenok Makoto Ninomiya | Rebecca Peterson Varvara Gracheva    | Kristina Mladenovic Tereza Martincová Marta Kostyuk Markéta Vondroušová  |
| 30 tháng 8 6 tháng 9 | Giải quần vợt Mỹ Mở rộng New York, Hoa Kỳ Grand Slam Cứng – 128S/128Q/64D/32X Kết quả đơn – Kết quả đôi – Kết quả đôi nam nữ | Emma Raducanu 6–4, 6–3                             | Leylah Fernandez                  | Maria Sakkari Aryna Sabalenka        | Belinda Bencic Karolína Plíšková Elina Svitolina Barbora Krejčíková      |
| 30 tháng 8 6 tháng 9 | Giải quần vợt Mỹ Mở rộng New York, Hoa Kỳ Grand Slam Cứng – 128S/128Q/64D/32X Kết quả đơn – Kết quả đôi – Kết quả đôi nam nữ | Samantha Stosur Zhang Shuai 6–3, 3–6, 6–3          | Coco Gauff Caty McNally           | Maria Sakkari Aryna Sabalenka        | Belinda Bencic Karolína Plíšková Elina Svitolina Barbora Krejčíková      |
| 30 tháng 8 6 tháng 9 | Giải quần vợt Mỹ Mở rộng New York, Hoa Kỳ Grand Slam Cứng – 128S/128Q/64D/32X Kết quả đơn – Kết quả đôi – Kết quả đôi nam nữ | Desirae Krawczyk Joe Salisbury 7–5, 6–2            | Giuliana Olmos Marcelo Arévalo    | Maria Sakkari Aryna Sabalenka        | Belinda Bencic Karolína Plíšková Elina Svitolina Barbora Krejčíková      |

### Tháng 9
| Tuần       | Giải đấu | Nhà vô địch                                          | Á quân                                      | Bán kết                                | Tứ kết                                                                   |
| ---------- | --- | ---------------------------------------------------- | ------------------------------------------- | -------------------------------------- | ------------------------------------------------------------------------ |
| 13 tháng 9 | Luxembourg Open Luxembourg WTA 250 $235,238 – Cứng (trong nhà) – 30S/24Q/16D Kết quả đơn – Kết quả đôi         | Clara Tauson 6–3, 4–6, 6–4                           | Jeļena Ostapenko                            | Liudmila Samsonova Markéta Vondroušová | Belinda Bencic Alizé Cornet Marie Bouzková Elise Mertens                 |
| 13 tháng 9 | Luxembourg Open Luxembourg WTA 250 $235,238 – Cứng (trong nhà) – 30S/24Q/16D Kết quả đơn – Kết quả đôi         | Greet Minnen Alison Van Uytvanck 6–3, 6–3            | Erin Routliffe Kimberley Zimmermann         | Liudmila Samsonova Markéta Vondroušová | Belinda Bencic Alizé Cornet Marie Bouzková Elise Mertens                 |
| 13 tháng 9 | Slovenia Open Portorož, Slovenia WTA 250 $235,238 – Cứng – 32S/24Q/16D Kết quả đơn – Kết quả đôi               | Jasmine Paolini 7–6(7–4), 6–2                        | Alison Riske                                | Kaja Juvan Yulia Putintseva            | Tamara Zidanšek Kristina Mladenovic Sorana Cîrstea Lucia Bronzetti       |
| 13 tháng 9 | Slovenia Open Portorož, Slovenia WTA 250 $235,238 – Cứng – 32S/24Q/16D Kết quả đơn – Kết quả đôi               | Anna Kalinskaya Tereza Mihalíková 4–6, 6–2, [12–10]  | Aleksandra Krunić Lesley Pattinama Kerkhove | Kaja Juvan Yulia Putintseva            | Tamara Zidanšek Kristina Mladenovic Sorana Cîrstea Lucia Bronzetti       |
| 20 tháng 9 | Ostrava Open Ostrava, Cộng hòa Séc WTA 500 $565,530 – Cứng (trong nhà) – 28S/24Q/16D Kết quả đơn – Kết quả đôi | Anett Kontaveit 6–2, 7–5                             | Maria Sakkari                               | Iga Świątek Petra Kvitová              | Elena Rybakina Tereza Martincová Belinda Bencic Jil Teichmann            |
| 20 tháng 9 | Ostrava Open Ostrava, Cộng hòa Séc WTA 500 $565,530 – Cứng (trong nhà) – 28S/24Q/16D Kết quả đơn – Kết quả đôi | Sania Mirza Zhang Shuai 6–3, 6–2                     | Kaitlyn Christian Erin Routliffe            | Iga Świątek Petra Kvitová              | Elena Rybakina Tereza Martincová Belinda Bencic Jil Teichmann            |
| 27 tháng 9 | Chicago Fall Tennis Classic Chicago, Hoa Kỳ WTA 500 $565,530 – Cứng – 56S/32Q/28D Kết quả đơn – Kết quả đôi    | Garbiñe Muguruza 3–6, 6–3, 6–0                       | Ons Jabeur                                  | Elena Rybakina Markéta Vondroušová     | Elina Svitolina Belinda Bencic Danielle Collins Mai Hontama              |
| 27 tháng 9 | Chicago Fall Tennis Classic Chicago, Hoa Kỳ WTA 500 $565,530 – Cứng – 56S/32Q/28D Kết quả đơn – Kết quả đôi    | Květa Peschke Andrea Petkovic 6–3, 6–1               | Caroline Dolehide CoCo Vandeweghe           | Elena Rybakina Markéta Vondroušová     | Elina Svitolina Belinda Bencic Danielle Collins Mai Hontama              |
| 27 tháng 9 | Astana Open Nur-Sultan, Kazakhstan WTA 250 $235,238 – Cứng (trong nhà) – 32S/24Q/16D Kết quả đơn – Kết quả đôi | Alison Van Uytvanck 1–6, 6–4, 6–3                    | Yulia Putintseva                            | Rebecca Peterson Jaqueline Cristian    | Anastasia Gasanova Anastasia Potapova Aleksandra Krunić Varvara Gracheva |
| 27 tháng 9 | Astana Open Nur-Sultan, Kazakhstan WTA 250 $235,238 – Cứng (trong nhà) – 32S/24Q/16D Kết quả đơn – Kết quả đôi | Anna-Lena Friedsam Monica Niculescu 6–2, 4–6, [10–5] | Angelina Gabueva Anastasia Zakharova        | Rebecca Peterson Jaqueline Cristian    | Anastasia Gasanova Anastasia Potapova Aleksandra Krunić Varvara Gracheva |

### Tháng 10
| Tuần                   | Giải đấu | Nhà vô địch                                          | Á quân                                      | Bán kết                            | Tứ kết                                                                 |
| ---------------------- | --- | ---------------------------------------------------- | ------------------------------------------- | ---------------------------------- | ---------------------------------------------------------------------- |
| 4 tháng 10 11 tháng 10 | Indian Wells Open Indian Wells, Hoa Kỳ WTA 1000 (Mandatory) $8,761,725 – Cứng – 96S/48Q/32D Kết quả đơn – Kết quả đôi | Paula Badosa 7–6(7–5), 2–6, 7–6(7–2)                 | Victoria Azarenka                           | Ons Jabeur Jeļena Ostapenko        | Anett Kontaveit Angelique Kerber Jessica Pegula Shelby Rogers          |
| 4 tháng 10 11 tháng 10 | Indian Wells Open Indian Wells, Hoa Kỳ WTA 1000 (Mandatory) $8,761,725 – Cứng – 96S/48Q/32D Kết quả đơn – Kết quả đôi | Hsieh Su-wei Elise Mertens 7–6(7–1), 6–3             | Veronika Kudermetova Elena Rybakina         | Ons Jabeur Jeļena Ostapenko        | Anett Kontaveit Angelique Kerber Jessica Pegula Shelby Rogers          |
| 18 tháng 10            | Kremlin Cup Moscow, Nga WTA 500 $565,530 – Cứng (trong nhà) – 28S/24Q/16D Kết quả đơn – Kết quả đôi                   | Anett Kontaveit 4–6, 6–4, 7–5                        | Ekaterina Alexandrova                       | Maria Sakkari Markéta Vondroušová  | Aryna Sabalenka Simona Halep Anastasia Pavlyuchenkova Garbiñe Muguruza |
| 18 tháng 10            | Kremlin Cup Moscow, Nga WTA 500 $565,530 – Cứng (trong nhà) – 28S/24Q/16D Kết quả đơn – Kết quả đôi                   | Jeļena Ostapenko Kateřina Siniaková 6–2, 4–6, [10–8] | Nadiia Kichenok Raluca Olaru                | Maria Sakkari Markéta Vondroušová  | Aryna Sabalenka Simona Halep Anastasia Pavlyuchenkova Garbiñe Muguruza |
| 18 tháng 10            | Tenerife Ladies Open Tenerife, Tây Ban Nha WTA 250 $235,238 – Cứng – 32S/24Q/16D Kết quả đơn – Kết quả đôi            | Ann Li 6–1, 6–4                                      | Camila Osorio                               | Camila Giorgi Alizé Cornet         | Zheng Saisai Arantxa Rus Irina-Camelia Begu Anna Karolína Schmiedlová  |
| 18 tháng 10            | Tenerife Ladies Open Tenerife, Tây Ban Nha WTA 250 $235,238 – Cứng – 32S/24Q/16D Kết quả đơn – Kết quả đôi            | Ulrikke Eikeri Ellen Perez 6–3, 6–3                  | Lyudmyla Kichenok Marta Kostyuk             | Camila Giorgi Alizé Cornet         | Zheng Saisai Arantxa Rus Irina-Camelia Begu Anna Karolína Schmiedlová  |
| 25 tháng 10            | Courmayeur Ladies Open Courmayeur, Ý WTA 250 $235,238 – Cứng (trong nhà) – 32S/23Q/16D Kết quả đơn – Kết quả đôi      | Donna Vekić 7–6(7–3), 6–2                            | Clara Tauson                                | Jasmine Paolini Liudmila Samsonova | Dayana Yastremska Wang Xinyu Anna Kalinskaya Ann Li                    |
| 25 tháng 10            | Courmayeur Ladies Open Courmayeur, Ý WTA 250 $235,238 – Cứng (trong nhà) – 32S/23Q/16D Kết quả đơn – Kết quả đôi      | Wang Xinyu Zheng Saisai 6–4, 3–6, [10–5]             | Eri Hozumi Zhang Shuai                      | Jasmine Paolini Liudmila Samsonova | Dayana Yastremska Wang Xinyu Anna Kalinskaya Ann Li                    |
| 25 tháng 10            | Transylvania Open Cluj-Napoca, Romania WTA 250 $235,238 – Cứng (trong nhà) – 32S/20Q/16D Kết quả đơn – Kết quả đôi    | Anett Kontaveit 6–2, 6–3                             | Simona Halep                                | Marta Kostyuk Rebecca Peterson     | Jaqueline Cristian Emma Raducanu Lesia Tsurenko Anhelina Kalinina      |
| 25 tháng 10            | Transylvania Open Cluj-Napoca, Romania WTA 250 $235,238 – Cứng (trong nhà) – 32S/20Q/16D Kết quả đơn – Kết quả đôi    | Irina Bara Ekaterine Gorgodze 4–6, 6–1, [11–9]       | Aleksandra Krunić Lesley Pattinama Kerkhove | Marta Kostyuk Rebecca Peterson     | Jaqueline Cristian Emma Raducanu Lesia Tsurenko Anhelina Kalinina      |

### Tháng 11
| Tuần       | Giải đấu | Nhà vô địch                                    | Á quân                     | Bán kết                       | Tứ kết                                                                     |
| ---------- | --- | ---------------------------------------------- | -------------------------- | ----------------------------- | -------------------------------------------------------------------------- |
| 1 tháng 11 | Vòng chung kết Billie Jean King Cup Prague, Cộng hòa Séc Cứng (trong nhà) – 12 đội                             | Nga · 2–0                                      | Thụy Sĩ                    | Hoa Kỳ · Úc                   |                                                                            |
| 8 tháng 11 | WTA Finals Guadalajara, Mexico Giải đấu cuối năm $5,000,000 – Cứng – 8S (RR)/8D (RR) Kết quả đơn – Kết quả đôi | Garbiñe Muguruza 6–3, 7–5                      | Anett Kontaveit            | Paula Badosa Maria Sakkari    | Vòng bảng Barbora Krejčíková Karolína Plíšková Aryna Sabalenka Iga Świątek |
| 8 tháng 11 | WTA Finals Guadalajara, Mexico Giải đấu cuối năm $5,000,000 – Cứng – 8S (RR)/8D (RR) Kết quả đơn – Kết quả đôi | Barbora Krejčíková Kateřina Siniaková 6–3, 6–4 | Hsieh Su-wei Elise Mertens | Paula Badosa Maria Sakkari    | Vòng bảng Barbora Krejčíková Karolína Plíšková Aryna Sabalenka Iga Świątek |
| 8 tháng 11 | Linz Open Linz, Áo WTA 250 $235,238 – Cứng (trong nhà) – 28S/16Q/16D Kết quả đơn – Kết quả đôi                 | Alison Riske 2–6, 6–2, 7–5                     | Jaqueline Cristian         | Danielle Collins Simona Halep | Wang Xinyu Alison Van Uytvanck Veronika Kudermetova Jasmine Paolini        |
| 8 tháng 11 | Linz Open Linz, Áo WTA 250 $235,238 – Cứng (trong nhà) – 28S/16Q/16D Kết quả đơn – Kết quả đôi                 | Natela Dzalamidze Kamilla Rakhimova 6–4, 6–2   | Wang Xinyu Zheng Saisai    | Danielle Collins Simona Halep | Wang Xinyu Alison Van Uytvanck Veronika Kudermetova Jasmine Paolini        |

### Giải đấu bị ảnh hưởng bởi COVID-19
Đại dịch COVID-19 đã ảnh hưởng đến các giải đấu ở cả ATP và WTA. Dưới đây là các giải đấu bị hủy hoặc hoãn do đại dịch COVID-19.
| Tuần                  | Giải đấu                                                                                | Thực trạng                                                  |
| --------------------- | --------------------------------------------------------------------------------------- | ----------------------------------------------------------- |
| 4 tháng 1             | Brisbane International Brisbane, Úc WTA 500 Cứng                                        | Hủy                                                         |
| 4 tháng 1             | Auckland Open Auckland, New Zealand WTA 250 Cứng                                        | Hủy                                                         |
| 4 tháng 1             | Shenzhen Open Thâm Quyến, Trung Quốc WTA 250 Cứng                                       | Hủy                                                         |
| 11 tháng 11           | Adelaide International Adelaide, Úc WTA 500 Cứng                                        | Hoãn đến ngày 22 tháng 2                                    |
| 11 tháng 11           | Hobart International Hobart, Úc WTA 250 Cứng                                            | Hủy                                                         |
| 18 tháng 1 25 tháng 1 | Giải quần vợt Úc Mở rộng Melbourne, Úc Grand Slam Cứng                                  | Hoãn đến ngày 8 tháng 2                                     |
| 8 tháng 2             | St. Petersburg Trophy Saint Petersburg, Nga WTA 500 Cứng (trong nhà)                    | Hoãn đến ngày 15 tháng 3 do Úc Mở rộng chuyển lịch          |
| 8 tháng 2             | Thailand Open Hua Hin, Thái Lan WTA 250 Cứng                                            | Hủy                                                         |
| 15 tháng 2            | Qatar Open Doha, Qatar WTA 500 Cứng                                                     | Hoãn đến ngày 1 tháng 3 do Úc Mở rộng chuyển lịch           |
| 22 tháng 2            | Mexican Open Acapulco, Mexico WTA 250 Cứng                                              | Hủy                                                         |
| 8 tháng 3 15 tháng 3  | Indian Wells Open Indian Wells, Hoa Kỳ WTA 1000 (Mandatory) Cứng                        | Hoãn đến ngày 4 tháng 10                                    |
| 12 tháng 4            | Vòng chung kết Billie Jean King Cup Budapest, Hungary Đất nện (Đỏ) (trong nhà) – 12 đội | Hoãn đến ngày 1 tháng 11 và chuyển đến Prague, Cộng hòa Séc |
| 12 tháng 4            | Kunming Open An Ninh, Trung Quốc WTA 250 Đất nện (Đỏ)                                   | Hoãn                                                        |
| 17 tháng 5            | Morocco Open Rabat, Morocco WTA 250 Đất nện                                             | Hủy                                                         |
| 17 tháng 5            | Cologne Open Cologne, Đức WTA 250 Đất nện (Đỏ)                                          | Hủy                                                         |
| 24 tháng 5            | Giải quần vợt Pháp Mở rộng Paris, Pháp Grand Slam Đất nện (Đỏ)                          | Hoãn đến ngày 31 tháng 5                                    |
| 7 tháng 6             | Rosmalen Grass Court Championships 's-Hertogenbosch, Hà Lan WTA 250 Cỏ                  | Hủy                                                         |
| 13 tháng 9            | Zhengzhou Open Trịnh Châu, Trung Quốc WTA 500 Cứng                                      | Hủy                                                         |
| 13 tháng 9            | Japan Open Hiroshima, Nhật Bản WTA 250 Cứng                                             | Hủy                                                         |
| 20 tháng 9            | Pan Pacific Open Tokyo, Nhật Bản WTA 500 Cứng                                           | Hủy                                                         |
| 20 tháng 9            | Guangzhou Open Quảng Châu, Trung Quốc WTA 250 Cứng                                      | Hủy                                                         |
| 20 tháng 9            | Korea Open Seoul, Hàn Quốc WTA 250 Cứng                                                 | Hủy                                                         |
| 27 tháng 9            | Wuhan Open Vũ Hán, Trung Quốc WTA 1000 (không Mandatory) Cứng                           | Hủy                                                         |
| 4 tháng 10            | China Open Bắc Kinh, Trung Quốc WTA 1000 (Mandatory) Cứng                               | Hủy                                                         |
| 11 tháng 10           | Hong Kong Open Hồng Kông, Trung Quốc WTA 250 Cứng                                       | Hủy                                                         |
| 11 tháng 10           | Tianjin Open Thiên Tân, Trung Quốc WTA 250 Cứng                                         | Hủy                                                         |
| 11 tháng 10           | Linz Open Linz, Áo WTA 250 Cứng (trong nhà)                                             | Hoãn đến ngày 8 tháng 11                                    |
| 18 tháng 10           | Jiangxi Open Nam Xương, Trung Quốc WTA 250 Cứng                                         | Hủy                                                         |
| 1 tháng 11            | WTA Elite Trophy Châu Hải, Trung Quốc Giải đấu cuối năm Cứng (trong nhà)                | Hủy                                                         |
| 8 tháng 11            | WTA Finals Thâm Quyến, Trung Quốc Giải đấu cuối năm Cứng (trong nhà)                    | Chuyển đến Guadalajara, Mexico                              |

## Thống kê
Bảng dưới đây thống kê số danh hiệu đơn (S), đôi (D), và đôi nam nữ (X) của mỗi tay vợt và mỗi quốc gia giành được trong mùa giải, trong tất cả các thể loại giải đấu của WTA Tour 2021: Giải Grand Slam, giải đấu cuối năm (WTA Tour Championships và WTA Elite Trophy), WTA Premier (WTA 1000 và WTA 500), và WTA 250. Các tay vợt/quốc gia được sắp xếp theo:
1. Tổng số danh hiệu (một danh hiệu đôi giành được bởi hai tay vợt đại diện cho cùng một quốc gia chỉ được tính một danh hiệu cho quốc gia);
2. Độ quan trọng của những danh hiệu đó (một danh hiệu Grand Slam bằng hai danh hiệu WTA 1000, một danh hiệu cuối năm bằng một phần rưỡi danh hiệu WTA 1000, một danh hiệu WTA 1000 bằng hai danh hiệu WTA 500, một danh hiệu WTA 500 bằng hai danh hiệu WTA 250);
3. Hệ thống phân cấp: đơn > đôi > đôi nam nữ;
4. Thứ tự chữ cái (theo họ của tay vợt).

### Số danh hiệu giành được theo tay vợt
| Tổng số | Tay vợt                        | Grand Slam | Grand Slam | Grand Slam | Thế vận hội | Thế vận hội | Thế vận hội | Cuối năm | Cuối năm | WTA 1000 | WTA 1000 | WTA 1000 | WTA 1000 | WTA 500 | WTA 500 | WTA 250 | WTA 250 | Tổng số | Tổng số | Tổng số |
| Tổng số | Tay vợt                        | S          | D          | X          | S           | D           | X           | S        | D        | S        | D        | S        | D        | S       | D       | S       | D       | S       | D       | X       |
| ------- | ------------------------------ | ---------- | ---------- | ---------- | ----------- | ----------- | ----------- | -------- | -------- | -------- | -------- | -------- | -------- | ------- | ------- | ------- | ------- | ------- | ------- | ------- |
| 9       | Barbora Krejčíková (CZE)       | ●          | ●          | ●          |             | ●           |             |          | ●        |          | ●        |          |          |         | ●       | ●       |         | 3       | 5       | 1       |
| 6       | Ashleigh Barty (AUS)           | ●          |            |            |             |             |             |          |          | ●        |          | ●        |          | ●       | ●       |         |         | 5       | 1       | 0       |
| 6       | Kateřina Siniaková (CZE)       |            | ●          |            |             | ●           |             |          | ●        |          | ●        |          |          |         | ●       |         |         | 0       | 6       | 0       |
| 5       | Elise Mertens (BEL)            |            | ●          |            |             |             |             |          |          |          | ●        |          |          | ●       |         |         | ●       | 1       | 4       | 0       |
| 5       | Desirae Krawczyk (USA)         |            |            | ●          |             |             |             |          |          |          |          |          |          |         | ●       |         | ●       | 0       | 2       | 3       |
| 5       | Shuko Aoyama (JPN)             |            |            |            |             |             |             |          |          |          | ●        |          |          |         | ●       |         | ●       | 0       | 5       | 0       |
| 5       | Ena Shibahara (JPN)            |            |            |            |             |             |             |          |          |          | ●        |          |          |         | ●       |         | ●       | 0       | 5       | 0       |
| 4       | Aryna Sabalenka (BLR)          |            | ●          |            |             |             |             |          |          | ●        |          |          |          | ●       | ●       |         |         | 2       | 2       | 0       |
| 4       | Anett Kontaveit (EST)          |            |            |            |             |             |             |          |          |          |          |          |          | ●       |         | ●       |         | 4       | 0       | 0       |
| 3       | Zhang Shuai (CHN)              |            | ●          |            |             |             |             |          |          |          |          |          | ●        |         | ●       |         |         | 0       | 3       | 0       |
| 3       | Garbiñe Muguruza (ESP)         |            |            |            |             |             |             | ●        |          |          |          | ●        |          | ●       |         |         |         | 3       | 0       | 0       |
| 3       | Alexa Guarachi (CHI)           |            |            |            |             |             |             |          |          |          |          |          | ●        |         | ●       |         | ●       | 0       | 3       | 0       |
| 3       | Darija Jurak (CRO)             |            |            |            |             |             |             |          |          |          |          |          | ●        |         | ●       |         | ●       | 0       | 3       | 0       |
| 2       | Hsieh Su-wei (TPE)             |            | ●          |            |             |             |             |          |          |          | ●        |          |          |         |         |         |         | 0       | 2       | 0       |
| 2       | Samantha Stosur (AUS)          |            | ●          |            |             |             |             |          |          |          |          |          | ●        |         |         |         |         | 0       | 2       | 0       |
| 2       | Paula Badosa (ESP)             |            |            |            |             |             |             |          |          | ●        |          |          |          |         |         | ●       |         | 2       | 0       | 0       |
| 2       | Iga Świątek (POL)              |            |            |            |             |             |             |          |          |          |          | ●        |          | ●       |         |         |         | 2       | 0       | 0       |
| 2       | Jeļena Ostapenko (LAT)         |            |            |            |             |             |             |          |          |          |          |          |          | ●       | ●       |         |         | 1       | 1       | 0       |
| 2       | Danielle Collins (USA)         |            |            |            |             |             |             |          |          |          |          |          |          | ●       |         | ●       |         | 2       | 0       | 0       |
| 2       | Daria Kasatkina (RUS)          |            |            |            |             |             |             |          |          |          |          |          |          | ●       |         | ●       |         | 2       | 0       | 0       |
| 2       | Veronika Kudermetova (RUS)     |            |            |            |             |             |             |          |          |          |          |          |          | ●       |         |         | ●       | 1       | 1       | 0       |
| 2       | Nicole Melichar (USA)          |            |            |            |             |             |             |          |          |          |          |          |          |         | ●       |         |         | 0       | 2       | 0       |
| 2       | Demi Schuurs (NED)             |            |            |            |             |             |             |          |          |          |          |          |          |         | ●       |         |         | 0       | 2       | 0       |
| 2       | Andrea Petkovic (GER)          |            |            |            |             |             |             |          |          |          |          |          |          |         | ●       | ●       |         | 1       | 1       | 0       |
| 2       | Nadiia Kichenok (UKR)          |            |            |            |             |             |             |          |          |          |          |          |          |         | ●       |         | ●       | 0       | 2       | 0       |
| 2       | Andreja Klepač (SLO)           |            |            |            |             |             |             |          |          |          |          |          |          |         | ●       |         | ●       | 0       | 2       | 0       |
| 2       | Raluca Olaru (ROU)             |            |            |            |             |             |             |          |          |          |          |          |          |         | ●       |         | ●       | 0       | 2       | 0       |
| 2       | Clara Tauson (DEN)             |            |            |            |             |             |             |          |          |          |          |          |          |         |         | ●       |         | 2       | 0       | 0       |
| 2       | Coco Gauff (USA)               |            |            |            |             |             |             |          |          |          |          |          |          |         |         | ●       | ●       | 1       | 1       | 0       |
| 2       | Jasmine Paolini (ITA)          |            |            |            |             |             |             |          |          |          |          |          |          |         |         | ●       | ●       | 1       | 1       | 0       |
| 2       | Astra Sharma (AUS)             |            |            |            |             |             |             |          |          |          |          |          |          |         |         | ●       | ●       | 1       | 1       | 0       |
| 2       | Alison Van Uytvanck (BEL)      |            |            |            |             |             |             |          |          |          |          |          |          |         |         | ●       | ●       | 1       | 1       | 0       |
| 2       | Marie Bouzková (CZE)           |            |            |            |             |             |             |          |          |          |          |          |          |         |         |         | ●       | 0       | 2       | 0       |
| 2       | Natela Dzalamidze (RUS)        |            |            |            |             |             |             |          |          |          |          |          |          |         |         |         | ●       | 0       | 2       | 0       |
| 2       | Lucie Hradecká (CZE)           |            |            |            |             |             |             |          |          |          |          |          |          |         |         |         | ●       | 0       | 2       | 0       |
| 2       | Caty McNally (USA)             |            |            |            |             |             |             |          |          |          |          |          |          |         |         |         | ●       | 0       | 2       | 0       |
| 2       | Ellen Perez (AUS)              |            |            |            |             |             |             |          |          |          |          |          |          |         |         |         | ●       | 0       | 2       | 0       |
| 2       | Kamilla Rakhimova (RUS)        |            |            |            |             |             |             |          |          |          |          |          |          |         |         |         | ●       | 0       | 2       | 0       |
| 1       | Naomi Osaka (JPN)              | ●          |            |            |             |             |             |          |          |          |          |          |          |         |         |         |         | 1       | 0       | 0       |
| 1       | Emma Raducanu (GBR)            | ●          |            |            |             |             |             |          |          |          |          |          |          |         |         |         |         | 1       | 0       | 0       |
| 1       | Belinda Bencic (SUI)           |            |            |            | ●           |             |             |          |          |          |          |          |          |         |         |         |         | 1       | 0       | 0       |
| 1       | Anastasia Pavlyuchenkova (RUS) |            |            |            |             |             | ●           |          |          |          |          |          |          |         |         |         |         | 0       | 0       | 1       |
| 1       | Camila Giorgi (ITA)            |            |            |            |             |             |             |          |          |          |          | ●        |          |         |         |         |         | 1       | 0       | 0       |
| 1       | Gabriela Dabrowski (CAN)       |            |            |            |             |             |             |          |          |          |          |          | ●        |         |         |         |         | 0       | 1       | 0       |
| 1       | Sharon Fichman (CAN)           |            |            |            |             |             |             |          |          |          |          |          | ●        |         |         |         |         | 0       | 1       | 0       |
| 1       | Giuliana Olmos (MEX)           |            |            |            |             |             |             |          |          |          |          |          | ●        |         |         |         |         | 0       | 1       | 0       |
| 1       | Luisa Stefani (BRA)            |            |            |            |             |             |             |          |          |          |          |          | ●        |         |         |         |         | 0       | 1       | 0       |
| 1       | Petra Kvitová (CZE)            |            |            |            |             |             |             |          |          |          |          |          |          | ●       |         |         |         | 1       | 0       | 0       |
| 1       | Liudmila Samsonova (RUS)       |            |            |            |             |             |             |          |          |          |          |          |          | ●       |         |         |         | 1       | 0       | 0       |
| 1       | Victoria Azarenka (BLR)        |            |            |            |             |             |             |          |          |          |          |          |          |         | ●       |         |         | 0       | 1       | 0       |
| 1       | Jennifer Brady (USA)           |            |            |            |             |             |             |          |          |          |          |          |          |         | ●       |         |         | 0       | 1       | 0       |
| 1       | Sania Mirza (IND)              |            |            |            |             |             |             |          |          |          |          |          |          |         | ●       |         |         | 0       | 1       | 0       |
| 1       | Květa Peschke (CZE)            |            |            |            |             |             |             |          |          |          |          |          |          |         | ●       |         |         | 0       | 1       | 0       |
| 1       | Sorana Cîrstea (ROU)           |            |            |            |             |             |             |          |          |          |          |          |          |         |         | ●       |         | 1       | 0       | 0       |
| 1       | Leylah Fernandez (CAN)         |            |            |            |             |             |             |          |          |          |          |          |          |         |         | ●       |         | 1       | 0       | 0       |
| 1       | Ons Jabeur (TUN)               |            |            |            |             |             |             |          |          |          |          |          |          |         |         | ●       |         | 1       | 0       | 0       |
| 1       | Angelique Kerber (GER)         |            |            |            |             |             |             |          |          |          |          |          |          |         |         | ●       |         | 1       | 0       | 0       |
| 1       | Johanna Konta (GBR)            |            |            |            |             |             |             |          |          |          |          |          |          |         |         | ●       |         | 1       | 0       | 0       |
| 1       | Ann Li (USA)                   |            |            |            |             |             |             |          |          |          |          |          |          |         |         | ●       |         | 1       | 0       | 0       |
| 1       | Camila Osorio (COL)            |            |            |            |             |             |             |          |          |          |          |          |          |         |         | ●       |         | 1       | 0       | 0       |
| 1       | Yulia Putintseva (KAZ)         |            |            |            |             |             |             |          |          |          |          |          |          |         |         | ●       |         | 1       | 0       | 0       |
| 1       | Alison Riske (USA)             |            |            |            |             |             |             |          |          |          |          |          |          |         |         | ●       |         | 1       | 0       | 0       |
| 1       | Elena-Gabriela Ruse (ROU)      |            |            |            |             |             |             |          |          |          |          |          |          |         |         | ●       |         | 1       | 0       | 0       |
| 1       | Sara Sorribes Tormo (ESP)      |            |            |            |             |             |             |          |          |          |          |          |          |         |         | ●       |         | 1       | 0       | 0       |
| 1       | Elina Svitolina (UKR)          |            |            |            |             |             |             |          |          |          |          |          |          |         |         | ●       |         | 1       | 0       | 0       |
| 1       | Donna Vekić (CRO)              |            |            |            |             |             |             |          |          |          |          |          |          |         |         | ●       |         | 1       | 0       | 0       |
| 1       | Maryna Zanevska (BEL)          |            |            |            |             |             |             |          |          |          |          |          |          |         |         | ●       |         | 1       | 0       | 0       |
| 1       | Tamara Zidanšek (SLO)          |            |            |            |             |             |             |          |          |          |          |          |          |         |         | ●       |         | 1       | 0       | 0       |
| 1       | Susan Bandecchi (SUI)          |            |            |            |             |             |             |          |          |          |          |          |          |         |         |         | ●       | 0       | 1       | 0       |
| 1       | Hailey Baptiste (USA)          |            |            |            |             |             |             |          |          |          |          |          |          |         |         |         | ●       | 0       | 1       | 0       |
| 1       | Irina Bara (ROU)               |            |            |            |             |             |             |          |          |          |          |          |          |         |         |         | ●       | 0       | 1       | 0       |
| 1       | Mihaela Buzărnescu (ROU)       |            |            |            |             |             |             |          |          |          |          |          |          |         |         |         | ●       | 0       | 1       | 0       |
| 1       | Anna Danilina (KAZ)            |            |            |            |             |             |             |          |          |          |          |          |          |         |         |         | ●       | 0       | 1       | 0       |
| 1       | Caroline Dolehide (USA)        |            |            |            |             |             |             |          |          |          |          |          |          |         |         |         | ●       | 0       | 1       | 0       |
| 1       | Ulrikke Eikeri (NOR)           |            |            |            |             |             |             |          |          |          |          |          |          |         |         |         | ●       | 0       | 1       | 0       |
| 1       | Anna-Lena Friedsam (GER)       |            |            |            |             |             |             |          |          |          |          |          |          |         |         |         | ●       | 0       | 1       | 0       |
| 1       | Ekaterine Gorgodze (GEO)       |            |            |            |             |             |             |          |          |          |          |          |          |         |         |         | ●       | 0       | 1       | 0       |
| 1       | Kaja Juvan (SLO)               |            |            |            |             |             |             |          |          |          |          |          |          |         |         |         | ●       | 0       | 1       | 0       |
| 1       | Anna Kalinskaya (RUS)          |            |            |            |             |             |             |          |          |          |          |          |          |         |         |         | ●       | 0       | 1       | 0       |
| 1       | Lyudmyla Kichenok (UKR)        |            |            |            |             |             |             |          |          |          |          |          |          |         |         |         | ●       | 0       | 1       | 0       |
| 1       | Aleksandra Krunić (SRB)        |            |            |            |             |             |             |          |          |          |          |          |          |         |         |         | ●       | 0       | 1       | 0       |
| 1       | Viktória Kužmová (SVK)         |            |            |            |             |             |             |          |          |          |          |          |          |         |         |         | ●       | 0       | 1       | 0       |
| 1       | Elixane Lechemia (FRA)         |            |            |            |             |             |             |          |          |          |          |          |          |         |         |         | ●       | 0       | 1       | 0       |
| 1       | Lidziya Marozava (BLR)         |            |            |            |             |             |             |          |          |          |          |          |          |         |         |         | ●       | 0       | 1       | 0       |
| 1       | Tereza Mihalíková (SVK)        |            |            |            |             |             |             |          |          |          |          |          |          |         |         |         | ●       | 0       | 1       | 0       |
| 1       | Greet Minnen (BEL)             |            |            |            |             |             |             |          |          |          |          |          |          |         |         |         | ●       | 0       | 1       | 0       |
| 1       | Asia Muhammad (USA)            |            |            |            |             |             |             |          |          |          |          |          |          |         |         |         | ●       | 0       | 1       | 0       |
| 1       | Ingrid Neel (USA)              |            |            |            |             |             |             |          |          |          |          |          |          |         |         |         | ●       | 0       | 1       | 0       |
| 1       | Monica Niculescu (ROU)         |            |            |            |             |             |             |          |          |          |          |          |          |         |         |         | ●       | 0       | 1       | 0       |
| 1       | Makoto Ninomiya (JPN)          |            |            |            |             |             |             |          |          |          |          |          |          |         |         |         | ●       | 0       | 1       | 0       |
| 1       | Ankita Raina (IND)             |            |            |            |             |             |             |          |          |          |          |          |          |         |         |         | ●       | 0       | 1       | 0       |
| 1       | Erin Routliffe (NZL)           |            |            |            |             |             |             |          |          |          |          |          |          |         |         |         | ●       | 0       | 1       | 0       |
| 1       | Arantxa Rus (NED)              |            |            |            |             |             |             |          |          |          |          |          |          |         |         |         | ●       | 0       | 1       | 0       |
| 1       | Nina Stojanović (SRB)          |            |            |            |             |             |             |          |          |          |          |          |          |         |         |         | ●       | 0       | 1       | 0       |
| 1       | Fanny Stollár (HUN)            |            |            |            |             |             |             |          |          |          |          |          |          |         |         |         | ●       | 0       | 1       | 0       |
| 1       | Jil Teichmann (SUI)            |            |            |            |             |             |             |          |          |          |          |          |          |         |         |         | ●       | 0       | 1       | 0       |
| 1       | Simona Waltert (SUI)           |            |            |            |             |             |             |          |          |          |          |          |          |         |         |         | ●       | 0       | 1       | 0       |
| 1       | Wang Xinyu (CHN)               |            |            |            |             |             |             |          |          |          |          |          |          |         |         |         | ●       | 0       | 1       | 0       |
| 1       | Zheng Saisai (CHN)             |            |            |            |             |             |             |          |          |          |          |          |          |         |         |         | ●       | 0       | 1       | 0       |
| 1       | Kimberley Zimmermann (BEL)     |            |            |            |             |             |             |          |          |          |          |          |          |         |         |         | ●       | 0       | 1       | 0       |

### Số danh hiệu giành được theo quốc gia
| Tổng số | Quốc gia                | Grand Slam | Grand Slam | Grand Slam | Thế vận hội | Thế vận hội | Thế vận hội | Cuối năm | Cuối năm | WTA 1000 | WTA 1000 | WTA 1000 | WTA 1000 | WTA 500 | WTA 500 | WTA 250 | WTA 250 | Tổng số | Tổng số | Tổng số |
| Tổng số | Quốc gia                | S          | D          | X          | S           | D           | X           | S        | D        | S        | D        | S        | D        | S       | D       | S       | D       | S       | D       | X       |
| ------- | ----------------------- | ---------- | ---------- | ---------- | ----------- | ----------- | ----------- | -------- | -------- | -------- | -------- | -------- | -------- | ------- | ------- | ------- | ------- | ------- | ------- | ------- |
| 17      | Hoa Kỳ (USA)            |            |            | 3          |             |             |             |          |          |          |          |          |          | 1       | 4       | 4       | 5       | 5       | 9       | 3       |
| 14      | Cộng hòa Séc (CZE)      | 1          | 1          | 1          |             | 1           |             |          | 1        |          | 1        |          |          | 1       | 3       | 2       | 2       | 4       | 9       | 1       |
| 11      | Úc (AUS)                | 1          | 1          |            |             |             |             |          |          | 1        |          | 1        | 1        | 2       | 1       | 1       | 2       | 6       | 5       | 0       |
| 10      | Nga (RUS)               |            |            |            |             |             | 1           |          |          |          |          |          |          | 3       |         | 1       | 5       | 4       | 5       | 1       |
| 9       | Bỉ (BEL)                |            | 2          |            |             |             |             |          |          |          | 1        |          |          | 1       |         | 2       | 3       | 3       | 6       | 0       |
| 7       | Nhật Bản (JPN)          | 1          |            |            |             |             |             |          |          |          | 1        |          |          |         | 3       |         | 2       | 1       | 6       | 0       |
| 7       | România (ROU)           |            |            |            |             |             |             |          |          |          |          |          |          |         | 1       | 2       | 4       | 2       | 5       | 0       |
| 6       | Tây Ban Nha (ESP)       |            |            |            |             |             |             | 1        |          | 1        |          | 1        |          | 1       |         | 2       |         | 6       | 0       | 0       |
| 5       | Belarus (BLR)           |            | 1          |            |             |             |             |          |          | 1        |          |          |          | 1       | 1       |         | 1       | 2       | 3       | 0       |
| 4       | Trung Quốc (CHN)        |            | 1          |            |             |             |             |          |          |          |          |          | 1        |         | 1       |         | 1       | 0       | 4       | 0       |
| 4       | Croatia (CRO)           |            |            |            |             |             |             |          |          |          |          |          | 1        |         | 1       | 1       | 1       | 1       | 3       | 0       |
| 4       | Estonia (EST)           |            |            |            |             |             |             |          |          |          |          |          |          | 2       |         | 2       |         | 4       | 0       | 0       |
| 4       | Đức (GER)               |            |            |            |             |             |             |          |          |          |          |          |          |         | 1       | 2       | 1       | 2       | 2       | 0       |
| 4       | Slovenia (SLO)          |            |            |            |             |             |             |          |          |          |          |          |          |         | 1       | 1       | 2       | 1       | 3       | 0       |
| 4       | Ukraina (UKR)           |            |            |            |             |             |             |          |          |          |          |          |          |         | 1       | 1       | 2       | 1       | 3       | 0       |
| 3       | Thụy Sĩ (SUI)           |            |            |            | 1           |             |             |          |          |          |          |          |          |         |         |         | 2       | 1       | 2       | 0       |
| 3       | Ý (ITA)                 |            |            |            |             |             |             |          |          |          |          | 1        |          |         |         | 1       | 1       | 2       | 1       | 0       |
| 3       | Canada (CAN)            |            |            |            |             |             |             |          |          |          |          |          | 2        |         |         | 1       |         | 1       | 2       | 0       |
| 3       | Chile (CHI)             |            |            |            |             |             |             |          |          |          |          |          | 1        |         | 1       |         | 1       | 0       | 3       | 0       |
| 3       | Hà Lan (NED)            |            |            |            |             |             |             |          |          |          |          |          |          |         | 2       |         | 1       | 0       | 3       | 0       |
| 2       | Anh Quốc (GBR)          | 1          |            |            |             |             |             |          |          |          |          |          |          |         |         | 1       |         | 2       | 0       | 0       |
| 2       | Đài Bắc Trung Hoa (TPE) |            | 1          |            |             |             |             |          |          |          | 1        |          |          |         |         |         |         | 0       | 2       | 0       |
| 2       | Ba Lan (POL)            |            |            |            |             |             |             |          |          |          |          | 1        |          | 1       |         |         |         | 2       | 0       | 0       |
| 2       | Latvia (LAT)            |            |            |            |             |             |             |          |          |          |          |          |          | 1       | 1       |         |         | 1       | 1       | 0       |
| 2       | Ấn Độ (IND)             |            |            |            |             |             |             |          |          |          |          |          |          |         | 1       |         | 1       | 0       | 2       | 0       |
| 2       | Đan Mạch (DEN)          |            |            |            |             |             |             |          |          |          |          |          |          |         |         | 2       |         | 2       | 0       | 0       |
| 2       | Kazakhstan (KAZ)        |            |            |            |             |             |             |          |          |          |          |          |          |         |         | 1       | 1       | 1       | 1       | 0       |
| 2       | Slovakia (SVK)          |            |            |            |             |             |             |          |          |          |          |          |          |         |         |         | 2       | 0       | 2       | 0       |
| 1       | Brasil (BRA)            |            |            |            |             |             |             |          |          |          |          |          | 1        |         |         |         |         | 0       | 1       | 0       |
| 1       | México (MEX)            |            |            |            |             |             |             |          |          |          |          |          | 1        |         |         |         |         | 0       | 1       | 0       |
| 1       | Colombia (COL)          |            |            |            |             |             |             |          |          |          |          |          |          |         |         | 1       |         | 1       | 0       | 0       |
| 1       | Tunisia (TUN)           |            |            |            |             |             |             |          |          |          |          |          |          |         |         | 1       |         | 1       | 0       | 0       |
| 1       | Pháp (FRA)              |            |            |            |             |             |             |          |          |          |          |          |          |         |         |         | 1       | 0       | 1       | 0       |
| 1       | Gruzia (GEO)            |            |            |            |             |             |             |          |          |          |          |          |          |         |         |         | 1       | 0       | 1       | 0       |
| 1       | Hungary (HUN)           |            |            |            |             |             |             |          |          |          |          |          |          |         |         |         | 1       | 0       | 1       | 0       |
| 1       | New Zealand (NZL)       |            |            |            |             |             |             |          |          |          |          |          |          |         |         |         | 1       | 0       | 1       | 0       |
| 1       | Na Uy (NOR)             |            |            |            |             |             |             |          |          |          |          |          |          |         |         |         | 1       | 0       | 1       | 0       |
| 1       | Serbia (SRB)            |            |            |            |             |             |             |          |          |          |          |          |          |         |         |         | 1       | 0       | 1       | 0       |

### Danh hiệu
Những tay vợt sau đây giành được danh hiệu đầu tiên ở các nội dung đơn, đôi, hoặc đôi nam nữ:
Đơn
| - Clara Tauson (18 năm, 76 ngày) – Lyon (kết quả) - Sara Sorribes Tormo (24 năm, 156 ngày) – Guadalajara (kết quả) - Leylah Annie Fernandez (18 năm, 196 ngày) – Monterrey (kết quả) - María Camila Osorio Serrano (19 năm, 110 ngày) – Bogotá (kết quả) - Veronika Kudermetova (23 năm, 352 ngày) – Charleston 1 (kết quả) - Astra Sharma (25 years, 219 days) – Charleston 2 (kết quả) - Paula Badosa (23 năm, 188 ngày) – Belgrade (kết quả) - Barbora Krejčíková (25 năm, 162 ngày) – Strasbourg (kết quả) - Ons Jabeur (26 năm, 296 ngày) – Birmingham (kết quả) | - Liudmila Samsonova (22 năm, 221 ngày) – Berlin (kết quả) - Elena-Gabriela Ruse (23 năm, 247 ngày) – Hamburg (kết quả) - Tamara Zidanšek (23 năm, 204 ngày) – Lausanne (kết quả) - Maryna Zanevska (27 năm, 335 ngày) – Gdynia (kết quả) - Danielle Collins (27 năm, 224 ngày) – Palermo (kết quả) - Emma Raducanu (18 năm, 302 ngày) – Giải quần vợt Mỹ Mở rộng (kết quả) - Jasmine Paolini (25 năm, 249 ngày) – Portorož (kết quả) - Ann Li (21 năm, 120 ngày) – Tenerife (kết quả) |

Đôi
| - Ankita Raina – Melbourne 4 (kết quả) - Kamilla Rakhimova – Melbourne 4 (kết quả) - Caroline Dolehide – Monterrey (kết quả) - Elixane Lechemia – Bogotá (kết quả) - Ingrid Neel – Bogotá (kết quả) - Hailey Baptiste – Charleston 2 (kết quả) - Jennifer Brady – Stuttgart (kết quả) - Marie Bouzková – Birmingham (kết quả) - Jasmine Paolini – Hamburg (kết quả) - Jil Teichmann – Hamburg (kết quả) - Susan Bandecchi – Lausanne (kết quả) | - Simona Waltert – Lausanne (kết quả) - Anna Danilina – Gdynia (kết quả) - Erin Routliffe – Palermo (kết quả) - Kimberley Zimmermann – Palermo (kết quả) - Natela Dzalamidze – Cluj-Napoca (kết quả) - Kaja Juvan – Cluj-Napoca (kết quả) - Tereza Mihalíková – Portorož (kết quả) - Andrea Petkovic – Chicago (kết quả) - Ulrikke Eikeri – Tenerife (kết quả) - Irina Bara – Cluj-Napoca 2 (kết quả) - Ekaterine Gorgodze – Cluj-Napoca 2 (kết quả) |

Đôi nam nữ
- Desirae Krawczyk – Roland Garros (kết quả)
- Anastasia Pavlyuchenkova (ROC_2020) – Thế vận hội Mùa hè 2020 (kết quả)

Những tay vợt sau đây bảo vệ thành công danh hiệu ở các nội dung đơn, đôi, hoặc đôi nam nữ:
Đơn
- Ashleigh Barty – Miami (kết quả)

Đôi
- Hsieh Su-wei – Wimbledon (kết quả)
- Lucie Hradecká – Prague (kết quả)
- Elise Mertens – Indian Wells (kết quả)

Đôi nam nữ
- Barbora Krejčíková – Giải quần vợt Úc Mở rộng (kết quả)

### Thứ hạng cao nhất
Những tay vợt sau đây cao nhất ở mùa giải trong top 50 (in đậm là các tay vợt lần đầu tiên vào top 10):
Đơn
- Jennifer Brady (vị trí số 13 vào ngày 22 tháng 2)
- Fiona Ferro (vị trí số 39 vào ngày 8 tháng 3)
- Veronika Kudermetova (vị trí số 28 vào ngày 26 tháng 4)
- Karolína Muchová (vị trí số 19 vào ngày 17 tháng 5)
- Shelby Rogers (vị trí số 40 vào ngày 12 tháng 7)
- Aryna Sabalenka (vị trí số 2 vào ngày 23 tháng 8)
- Cori Gauff (vị trí số 19 vào ngày 13 tháng 9)
- Iga Świątek (vị trí số 4 vào ngày 27 tháng 9)
- Nadia Podoroska (vị trí số 35 vào ngày 27 tháng 9)
- Jil Teichmann (vị trí số 38 vào ngày 27 tháng 9)
- Sara Sorribes Tormo (vị trí số 34 vào ngày 18 tháng 10)
- Barbora Krejčíková (vị trí số 3 vào ngày 1 tháng 11)
- Maria Sakkari (vị trí số 6 vào ngày 1 tháng 11)
- Ons Jabeur  (vị trí số 7 vào ngày 1 tháng 11)
- Anett Kontaveit (vị trí số 8 vào ngày 1 tháng 11)
- Ann Li (vị trí số 47 vào ngày 1 tháng 11)
- Tereza Martincová (vị trí số 48 vào ngày 1 tháng 11)
- Marta Kostyuk (vị trí số 50 vào ngày 1 tháng 11)
- Paula Badosa Gibert (vị trí số 10 vào ngày 8 tháng 11)
- Anastasia Pavlyuchenkova (vị trí số 11 vào ngày 8 tháng 11)
- Elena Rybakina (vị trí số 14 vào ngày 8 tháng 11)
- Jessica Pegula (vị trí số 19 vào ngày 8 tháng 11)
- Emma Raducanu (vị trí số 20 vào ngày 8 tháng 11)
- Leylah Annie Fernandez (vị trí số 24 vào ngày 8 tháng 11)
- Tamara Zidanšek (vị trí số 31 vào ngày 8 tháng 11)
- Liudmila Samsonova (vị trí số 39 vào ngày 8 tháng 11)
- Viktorija Golubic (vị trí số 43 vào ngày 8 tháng 11)
- Clara Tauson (vị trí số 44 vào ngày 8 tháng 11)

Đôi
- Sofia Kenin (vị trí số 29 vào ngày 25 tháng 1)
- Aryna Sabalenka (vị trí số 1 vào ngày 22 tháng 2)
- Viktória Kužmová (vị trí số 27 vào ngày 8 tháng 3)
- Elise Mertens (vị trí số 1 vào ngày 10 tháng 5)
- Nicole Melichar (vị trí số 9 vào ngày 17 tháng 5)
- Desirae Krawczyk (vị trí số 17 vào ngày 17 tháng 5)
- Hayley Carter (vị trí số 25 vào ngày 14 tháng 6)
- Caroline Dolehide (vị trí số 25 vào ngày 16 tháng 8)
- Asia Muhammad (vị trí số 31 vào ngày 23 tháng 8)
- Laura Siegemund (vị trí số 30 vào ngày 23 tháng 8)
- Nina Stojanović (vị trí số 40 vào ngày 13 tháng 9)
- Alexa Guarachi (vị trí số 11 vào ngày 20 tháng 9)
- Jessica Pegula (vị trí số 46 vào ngày 4 tháng 10)
- Gabriela Dabrowski (vị trí No. 5 vào ngày 18 tháng 10)
- Shuko Aoyama (vị trí số 6 vào ngày 18 tháng 10)
- Zhang Shuai (vị trí số 8 vào ngày 18 tháng 10)
- Iga Świątek (vị trí số 41 vào ngày 18 tháng 10)
- Elena Rybakina (vị trí số 48 vào ngày 18 tháng 10)
- Bernarda Pera (vị trí số 50 vào ngày 18 tháng 10)
- Luisa Stefani (vị trí số 9 vào ngày 1 tháng 11)
- Darija Jurak (vị trí số 10 vào ngày 1 tháng 11)
- Veronika Kudermetova (vị trí số 11 vào ngày 1 tháng 11)
- Ena Shibahara (vị trí số 6 vào ngày 8 tháng 11)
- Catherine McNally (vị trí số 16 vào ngày 8 tháng 11)
- Cori Gauff (vị trí số 17 vào ngày 8 tháng 11)
- Giuliana Olmos (vị trí số 23 vào ngày 8 tháng 11)
- Sharon Fichman (vị trí số 26 vào ngày 8 tháng 11)
- Storm Sanders (vị trí số 30 vào ngày 8 tháng 11)
- Nadiia Kichenok (vị trí số 31 vào ngày 8 tháng 11)
- Marie Bouzková (vị trí số 34 vào ngày 8 tháng 11)

## Bảng xếp hạng WTA
Dưới đây là Bảng xếp hạng WTA và Bảng xếp hạng Cuộc đua WTA của top 20 tay vợt đơn và đôi tại thời điểm hiện tại của mùa giải 2021.

### Đơn
| Bảng xếp hạng Cuộc đua Đơn WTA cuối cùng | Bảng xếp hạng Cuộc đua Đơn WTA cuối cùng | Bảng xếp hạng Cuộc đua Đơn WTA cuối cùng | Bảng xếp hạng Cuộc đua Đơn WTA cuối cùng |
| Số                                       | Tay vợt                                  | Điểm                                     | Giải đấu                                 |
| ---------------------------------------- | ---------------------------------------- | ---------------------------------------- | ---------------------------------------- |
| 1                                        | Ashleigh Barty (AUS)                     | 6,411                                    | 13                                       |
| 2                                        | Aryna Sabalenka (BLR)                    | 4,768                                    | 17                                       |
| 3                                        | Barbora Krejčíková (CZE)                 | 4,518                                    | 16                                       |
| 4                                        | Karolína Plíšková (CZE)                  | 4,036                                    | 17                                       |
| 5                                        | Maria Sakkari (GRE)                      | 3,341                                    | 17                                       |
| 6                                        | Iga Świątek (POL)                        | 3,226                                    | 14                                       |
| 7                                        | Garbiñe Muguruza (ESP)                   | 3,195                                    | 18                                       |
| 8                                        | Paula Badosa (ESP)                       | 3,112                                    | 16                                       |
| 9                                        | Anett Kontaveit (EST)                    | 3,096                                    | 20                                       |
| 10                                       | Ons Jabeur (TUN)                         | 3,020                                    | 19                                       |
| 11                                       | Naomi Osaka (JPN)                        | 2,771                                    | 10                                       |
| 12                                       | Anastasia Pavlyuchenkova (RUS)           | 2,548                                    | 18                                       |
| 13                                       | Elina Svitolina (UKR)                    | 2,501                                    | 20                                       |
| 14                                       | Jessica Pegula (USA)                     | 2,500                                    | 18                                       |
| 15                                       | Elise Mertens (BEL)                      | 2,447                                    | 19                                       |
| 16                                       | Angelique Kerber (GER)                   | 2,387                                    | 16                                       |
| 17                                       | Cori Gauff (USA)                         | 2,380                                    | 17                                       |
| 18                                       | Emma Raducanu (GBR)                      | 2,352                                    | 6                                        |
| 19                                       | Belinda Bencic (SUI)                     | 2,195                                    | 20                                       |
| 20                                       | Victoria Azarenka (BLR)                  | 2,165                                    | 14                                       |

| Vô địch |
| Á quân  |

| 1  | Ashleigh Barty (AUS)           | 7,582 | 16 | 1   | 1  | 1   | Giữ nguyên |
| 2  | Aryna Sabalenka (BLR)          | 6,380 | 20 | 10  | 2  | 8   | 8          |
| 3  | Garbiñe Muguruza (ESP)         | 5,685 | 21 | 15  | 3  | 16  | 12         |
| 4  | Karolína Plíšková (CZE)        | 5,135 | 19 | 6   | 3  | 13  | 2          |
| 5  | Barbora Krejčíková (CZE)       | 5,008 | 29 | 65  | 3  | 66  | 60         |
| 6  | Maria Sakkari (GRE)            | 4,385 | 21 | 22  | 6  | 25  | 16         |
| 7  | Anett Kontaveit (EST)          | 4,351 | 23 | 23  | 7  | 31  | 16         |
| 8  | Paula Badosa (ESP)             | 3,849 | 32 | 70  | 8  | 73  | 62         |
| 9  | Iga Świątek (POL)              | 3,786 | 16 | 17  | 4  | 17  | 8          |
| 10 | Ons Jabeur (TUN)               | 3,455 | 21 | 31  | 7  | 31  | 21         |
| 11 | Anastasia Pavlyuchenkova (RUS) | 3,076 | 20 | 38  | 11 | 46  | 27         |
| 12 | Sofia Kenin (USA)              | 2,971 | 16 | 4   | 4  | 15  | 8          |
| 13 | Naomi Osaka (JPN)              | 2,956 | 11 | 3   | 2  | 13  | 10         |
| 14 | Elena Rybakina (KAZ)           | 2,855 | 29 | 19  | 23 | 14  | 5          |
| 15 | Elina Svitolina (UKR)          | 2,726 | 23 | 5   | 4  | 15  | 10         |
| 16 | Angelique Kerber (GER)         | 2,671 | 18 | 25  | 9  | 28  | 9          |
| 17 | Petra Kvitová (CZE)            | 2,660 | 20 | 8   | 8  | 19  | 9          |
| 18 | Jessica Pegula (USA)           | 2,650 | 22 | 63  | 64 | 18  | 45         |
| 19 | Emma Raducanu (GBR)            | 2,627 | 18 | 345 | 19 | 366 | 326        |
| 20 | Simona Halep (ROU)             | 2,576 | 17 | 2   | 2  | 22  | 18         |

#### Vị trí số 1
| Người giữ            | Ngày giành được | Ngày tụt hạng |
| -------------------- | --------------- | ------------- |
| Ashleigh Barty (AUS) | Cuối năm 2020   | Cuối năm 2021 |

### Đôi
| Bảng xếp hạng Cuộc đua Đội đôi cuối cùng | Bảng xếp hạng Cuộc đua Đội đôi cuối cùng            | Bảng xếp hạng Cuộc đua Đội đôi cuối cùng | Bảng xếp hạng Cuộc đua Đội đôi cuối cùng |
| Số                                       | Đội                                                 | Điểm                                     | Giải đấu                                 |
| ---------------------------------------- | --------------------------------------------------- | ---------------------------------------- | ---------------------------------------- |
| 1                                        | Barbora Krejčíková (CZE) · Kateřina Siniaková (CZE) | 6,450                                    | 9                                        |
| 2                                        | Shuko Aoyama (JPN) · Ena Shibahara (JPN)            | 5,070                                    | 14                                       |
| 3                                        | Hsieh Su-wei (TPE) · Elise Mertens (BEL)            | 3,892                                    | 5                                        |
| 4                                        | Nicole Melichar (USA) · Demi Schuurs (NED)          | 3,440                                    | 12                                       |
| 5                                        | Samantha Stosur (AUS) · Shuai Zhang (CHN)           | 2,911                                    | 10                                       |
| 6                                        | Catherine McNally (USA) · Coco Gauff (USA)          | 2,770                                    | 3                                        |
| 7                                        | Alexa Guarachi (CHI) · Desirae Krawczyk (USA)       | 2,695                                    | 14                                       |
| 8                                        | Darija Jurak (CRO) · Andreja Klepač (SLO)           | 2,650                                    | 14                                       |
| 9                                        | Gabriela Dabrowski (CAN) · Luisa Stefani (BRA)      | 2,570                                    | 3                                        |
| 10                                       | Sharon Fichman (CAN) · Giuliana Olmos (MEX)         | 2,491                                    | 10                                       |

| Vô địch |
| Á quân  |

| 1  | Kateřina Siniaková (CZE)       | 8,365 | 15 | 8  | 1  | 8   | 7  |
| 2  | Barbora Krejčíková (CZE)       | 8,200 | 15 | 7  | 1  | 7   | 5  |
| 3  | Hsieh Su-wei (TPE)             | 7,985 | 17 | 1  | 1  | 5   | 2  |
| 4  | Elise Mertens (BEL)            | 7,495 | 18 | 6  | 1  | 8   | 2  |
| 5  | Shuko Aoyama (JPN)             | 5,735 | 24 | 22 | 5  | 22  | 17 |
| 5  | Ena Shibahara (JPN)            | 5,735 | 32 | 23 | 5  | 23  | 18 |
| 7  | Gabriela Dabrowski (CAN)       | 5,355 | 18 | 10 | 5  | 15  | 3  |
| 8  | Zhang Shuai (CHN)              | 4,990 | 31 | 27 | 8  | 50  | 19 |
| 9  | Darija Jurak (CRO)             | 4,855 | 25 | 48 | 9  | 49  | 39 |
| 10 | Luisa Stefani (BRA)            | 4,525 | 33 | 33 | 9  | 33  | 23 |
| 11 | Demi Schuurs (NED)             | 4,855 | 32 | 12 | 9  | 17  | 1  |
| 12 | Nicole Melichar-Martinez (USA) | 4,230 | 23 | 11 | 9  | 19  | 1  |
| 13 | Alexa Guarachi (CHL)           | 4,090 | 31 | 26 | 11 | 26  | 13 |
| 14 | Veronika Kudermetova (RUS)     | 4,090 | 20 | 24 | 11 | 29  | 10 |
| 15 | Bethanie Mattek-Sands (USA)    | 3,570 | 19 | 20 | 13 | 23  | 5  |
| 16 | Samantha Stosur (AUS)          | 3,541 | 13 | 31 | 16 | 101 | 15 |
| 17 | Desirae Krawczyk (USA)         | 3,535 | 30 | 25 | 17 | 26  | 8  |
| 18 | Giuliana Olmos (MEX)           | 3,400 | 27 | 61 | 18 | 61  | 43 |
| 19 | Andreja Klepač (SLO)           | 3,390 | 28 | 38 | 19 | 42  | 19 |
| 20 | Catherine McNally (USA)        | 3,385 | 31 | 42 | 16 | 48  | 22 |

#### Vị trí số 1
| Người giữ                 | Ngày giành được      | Ngày tụt hạng        |
| ------------------------- | -------------------- | -------------------- |
| Hsieh Su-wei (TPE)        | Cuối năm 2020        | 21 tháng 2 năm 2021  |
| Aryna Sabalenka (BLR)     | 22 tháng 2 năm 2021  | 4 tháng 4 năm 2021   |
| Hsieh Su-wei (TPE)        | 5 tháng 4 năm 2021   | 9 tháng 5 năm 2021   |
| Elise Mertens (BEL)       | 10 tháng 5 năm 2021  | 16 tháng 5 năm 2021  |
| Kristina Mladenovic (FRA) | 17 tháng 5 năm 2021  | 13 tháng 6 năm 2021  |
| Barbora Krejčíková (CZE)  | 14 tháng 6 năm 2021  | 11 tháng 7 năm 2021  |
| Elise Mertens (BEL)       | 12 tháng 7 năm 2021  | 12 tháng 9 năm 2021  |
| Hsieh Su-wei (TPE)        | 13 tháng 9 năm 2021  | 19 tháng 9 năm 2021  |
| Elise Mertens (BEL)       | 20 tháng 9 năm 2021  | 26 tháng 9 năm 2021  |
| Barbora Krejčíková (CZE)  | 27 tháng 9 năm 2021  | 17 tháng 10 năm 2021 |
| Elise Mertens (BEL)       | 18 tháng 10 năm 2021 | 24 tháng 10 năm 2021 |
| Hsieh Su-wei (TPE)        | 25 tháng 10 năm 2021 | 31 tháng 10 năm 2021 |
| Elise Mertens (BEL)       | 1 tháng 11 năm 2021  | 7 tháng 11 năm 2021  |
| Hsieh Su-wei (TPE)        | 8 tháng 11 năm 2021  | 21 tháng 11 năm 2021 |
| Kateřina Siniaková (CZE)  | 22 tháng 11 năm 2021 | Cuối năm 2021        |

## Phân phối điểm
| Thể loại                | VĐ    | CK    | BK   | TK                                                               | V16                                                              | V32                                                              | V64                                                              | V128                                                             | Q                                                                | Q3                                                               | Q2                                                               | Q1                                                               |
| Grand Slam (S)          | 2000  | 1300  | 780  | 430                                                              | 240                                                              | 130                                                              | 70                                                               | 10                                                               | 40                                                               | 30                                                               | 20                                                               | 2                                                                |
| Grand Slam (D)          | 2000  | 1300  | 780  | 430                                                              | 240                                                              | 130                                                              | 10                                                               | –                                                                | 40                                                               | –                                                                | –                                                                | –                                                                |
| WTA Finals (S)          | 1500* | 1080* | 750* | (+125 cho mỗi trận vòng bảng; +125 cho mỗi trận thắng vòng bảng) | (+125 cho mỗi trận vòng bảng; +125 cho mỗi trận thắng vòng bảng) | (+125 cho mỗi trận vòng bảng; +125 cho mỗi trận thắng vòng bảng) | (+125 cho mỗi trận vòng bảng; +125 cho mỗi trận thắng vòng bảng) | (+125 cho mỗi trận vòng bảng; +125 cho mỗi trận thắng vòng bảng) | (+125 cho mỗi trận vòng bảng; +125 cho mỗi trận thắng vòng bảng) | (+125 cho mỗi trận vòng bảng; +125 cho mỗi trận thắng vòng bảng) | (+125 cho mỗi trận vòng bảng; +125 cho mỗi trận thắng vòng bảng) | (+125 cho mỗi trận vòng bảng; +125 cho mỗi trận thắng vòng bảng) |
| WTA Finals (D)          | 1500  | 1080  | 750  | 375                                                              | –                                                                | –                                                                | –                                                                | –                                                                | –                                                                | –                                                                | –                                                                | –                                                                |
| WTA 1000 (96S)          | 1000  | 650   | 390  | 215                                                              | 120                                                              | 65                                                               | 35                                                               | 10                                                               | 30                                                               | –                                                                | 20                                                               | 2                                                                |
| WTA 1000 (64/60S)       | 1000  | 650   | 390  | 215                                                              | 120                                                              | 65                                                               | 10                                                               | –                                                                | 30                                                               | –                                                                | 20                                                               | 2                                                                |
| WTA 1000 (28/32D)       | 1000  | 650   | 390  | 215                                                              | 120                                                              | 10                                                               | –                                                                | –                                                                | –                                                                | –                                                                | –                                                                | –                                                                |
| WTA 1000 (56S, 48Q/32Q) | 900   | 585   | 350  | 190                                                              | 105                                                              | 60                                                               | 10                                                               | –                                                                | 30                                                               | -                                                                | 20                                                               | 1                                                                |
| WTA 1000 (28D)          | 900   | 585   | 350  | 190                                                              | 105                                                              | 10                                                               | –                                                                | –                                                                | –                                                                | –                                                                | –                                                                | –                                                                |
| WTA 500 (64/56S)        | 470   | 305   | 185  | 100                                                              | 55                                                               | 30                                                               | 1                                                                | –                                                                | 25                                                               | –                                                                | 13                                                               | 1                                                                |
| WTA 500 (32/30/28S)     | 470   | 305   | 185  | 100                                                              | 55                                                               | 1                                                                | –                                                                | –                                                                | 25                                                               | 18                                                               | 13                                                               | 1                                                                |
| WTA 500 (28D)           | 470   | 305   | 185  | 100                                                              | 55                                                               | 1                                                                | –                                                                | –                                                                | –                                                                | –                                                                | –                                                                | –                                                                |
| WTA 500 (16D)           | 470   | 305   | 185  | 100                                                              | 1                                                                | –                                                                | –                                                                | –                                                                | –                                                                | –                                                                | –                                                                | –                                                                |
| WTA Elite Trophy (S)    | 700*  | 440*  | 240* | (+40 cho mỗi trận vòng bảng; +80 cho mỗi trận thắng vòng bảng)   | (+40 cho mỗi trận vòng bảng; +80 cho mỗi trận thắng vòng bảng)   | (+40 cho mỗi trận vòng bảng; +80 cho mỗi trận thắng vòng bảng)   | (+40 cho mỗi trận vòng bảng; +80 cho mỗi trận thắng vòng bảng)   | (+40 cho mỗi trận vòng bảng; +80 cho mỗi trận thắng vòng bảng)   | (+40 cho mỗi trận vòng bảng; +80 cho mỗi trận thắng vòng bảng)   | (+40 cho mỗi trận vòng bảng; +80 cho mỗi trận thắng vòng bảng)   | (+40 cho mỗi trận vòng bảng; +80 cho mỗi trận thắng vòng bảng)   | (+40 cho mỗi trận vòng bảng; +80 cho mỗi trận thắng vòng bảng)   |
| WTA 250 (32S, 32Q)      | 280   | 180   | 110  | 60                                                               | 30                                                               | 1                                                                | –                                                                | –                                                                | 18                                                               | 14                                                               | 10                                                               | 1                                                                |
| WTA 250 (32S, 24/16Q)   | 280   | 180   | 110  | 60                                                               | 30                                                               | 1                                                                | –                                                                | –                                                                | 18                                                               | –                                                                | 12                                                               | 1                                                                |
| WTA 250 (28D)           | 280   | 180   | 110  | 60                                                               | 30                                                               | 1                                                                | -                                                                | –                                                                | –                                                                | –                                                                | –                                                                | –                                                                |
| WTA 250 (16D)           | 280   | 180   | 110  | 60                                                               | 1                                                                | –                                                                | –                                                                | –                                                                | –                                                                | –                                                                | –                                                                | –                                                                |

S = tay vợt đơn, D = đội đôi, Q = tay vợt vòng loại.

* Thành tích bất bại vòng bảng.

## Tiền thưởng
| Tiền thưởng theo US$ tính đến ngày 8 tháng 11 năm 2021 | Tiền thưởng theo US$ tính đến ngày 8 tháng 11 năm 2021 | Tiền thưởng theo US$ tính đến ngày 8 tháng 11 năm 2021 | Tiền thưởng theo US$ tính đến ngày 8 tháng 11 năm 2021 | Tiền thưởng theo US$ tính đến ngày 8 tháng 11 năm 2021 | Tiền thưởng theo US$ tính đến ngày 8 tháng 11 năm 2021 |
| #                                                      | Tay vợt                                                | Đơn                                                    | Đôi                                                    | Đôi nam nữ                                             | Tổng cộng                                              |
| ------------------------------------------------------ | ------------------------------------------------------ | ------------------------------------------------------ | ------------------------------------------------------ | ------------------------------------------------------ | ------------------------------------------------------ |
| 1                                                      | Ashleigh Barty (AUS)                                   | $3,914,987                                             | $30,195                                                | $0                                                     | $3,945,182                                             |
| 2                                                      | Barbora Krejčíková (CZE)                               | $2,859,248                                             | $436,781                                               | $60,854                                                | $3,356,883                                             |
| 3                                                      | Emma Raducanu (GBR)                                    | $2,803,236                                             | $0                                                     | $0                                                     | $2,803,236                                             |
| 4                                                      | Aryna Sabalenka (BLR)                                  | $2,444,681                                             | $235,522                                               | $0                                                     | $2,689,281                                             |
| 5                                                      | Karolína Plíšková (CZE)                                | $2,499,000                                             | $39,865                                                | $0                                                     | $2,538,865                                             |
| 6                                                      | Naomi Osaka (JPN)                                      | $2,306,222                                             | $0                                                     | $0                                                     | $2,306,222                                             |
| 7                                                      | Paula Badosa (ESP)                                     | $2,242,330                                             | $52,132                                                | $0                                                     | $2,295,962                                             |
| 8                                                      | Elise Mertens (BEL)                                    | $1,162,626                                             | $848,007                                               | $0                                                     | $2,013,133                                             |
| 9                                                      | Leylah Fernandez (CAN)                                 | $1,661,427                                             | $111,198                                               | $0                                                     | $1,772,625                                             |
| 10                                                     | Anastasia Pavlyuchenkova (RUS)                         | $1,646,213                                             | $73,412                                                | $0                                                     | $1,730,375                                             |

## Trở lại
- Carla Suárez Navarro[21]
- Elena Vesnina[22][23]
- Kim Clijsters[24]

## Giải nghệ
- Gréta Arn[25]
- Timea Bacsinszky[26]
- Kiki Bertens[27][28]
- Nicole Gibbs[29]
- Bojana Jovanovski Petrović
- Vania King[30][31]
- Barbora Strýcová[32]
- Carla Suárez Navarro[33]
- Yaroslava Shvedova
- Abigail Spears